# Historia de Mesopotamia
La historia de Mesopotamia surgió hacia el IV milenio A.C y hace referencia a la primera civilización que ocupó el territorio de Mesopotamia, que abarca la cuenca fluvial de los ríos Tigris y Éufrates, desde la prehistoria hasta la caída del último imperio mesopotámico —el Imperio caldeo o neobabilónico—. Durante esta etapa, la región mantuvo ciertos caracteres comunes que permiten definirla como una unidad histórica.
Mesopotamia no está delimitada por fronteras naturales definidas, extendiéndose al este hacia Irán, al norte hacia Anatolia y al oeste hacia Siria. La historia de Mesopotamia corresponde también a un período histórico de la antigüedad oriental que se inicia con los primeros poblamientos de Mesopotamia en lugares como Tell Hassuna, Samarra y Tell Halaf. La relación de Mesopotamia con el Antiguo Testamento hizo ese campo de estudio particularmente atractivo para los occidentales a partir del siglo XVIII. La asiriología, disciplina que se encarga de la Historia Antigua de Mesopotamia, fue instituida en el siglo XIX; su desarrollo fue influenciado por un fenómeno que los críticos postmodernos, como Edward Said, llamaron orientalismo, definido como la representación de Oriente en la academia, en la literatura y en el arte occidental por medio de estereotipos determinados por una postura neocolonialista, etnocéntrica y racista.

## Orígenes (10000-5000a.C.)
Los antecedentes del Neolítico se situaron en el área de la cordillera del Tauro y cananea, mediante la transformación de los cazadores-recolectores en agricultores y ganaderos, entre los milenios 12 y 10. Este cambio se fue haciendo más evidente en el natufiense (10 000-8300 a. C.) en las áreas de Siria y Canaán principalmente. Entre 9300 y 4400 las formas protoneolíticas ya predominaban en estas áreas, además de empezar a notarse en Anatolia y los montes Zagros, regiones todas periféricas al área de Mesopotamia.
Las primeras comunidades agrícolas de la Mesopotamia surgieron en el norte de la región alrededor del año 7000 a. C., donde la lluvia era lo suficientemente regular para el desarrollo de una agricultura simple. Tres complejos culturales fueron identificados por los arqueólogos a partir de la cerámica: Hassuna-Samarra y Halaf. En Sumeria, región sur de Mesopotamia, la agricultura parece haber surgido alrededor del año 5500 a. C. Los agricultores del sur fueron los primeros en emplear el método de riego a partir del río Tigris y el Éufrates, una vez que la lluvia en esa región pasó a ser intensamente irregular, suponiendo la entrada de lleno al Calcolítico. Durante este período, las nuevas técnicas de producción que se habían desarrollado en el área inicial del Neolítico se expandieron por las regiones más tardías, entre ellas la Mesopotamia interior. Ello trajo el desarrollo de ciudades, entre las que se encontraban Buqras, Umm Dabaghiyah y Yarim Tappeh, y, más tardíamente, Tell es-Sawwan y Choga Mami. Las culturas más características de este período son las cultura Hassuna-Samarra entre 5600 a. C. y 5000 a. C., y Halaf, entre 5600 a. C. y 4000 a. C. (Halaf tardío)

## Período de El Obeid (5000-4000a.C.)

Localización aproximada de las culturas Hassuna-Samarra y Halaf durante el denominado período 6

Los primeros enclaves de esta civilización datan del 5000 a. C., pero el esplendor lo alcanzó hacia el 4500 a. C. En torno a 4000 a. C. se extiende por gran parte del Oriente Medio, prolongándose hasta el 3700 a. C. aproximadamente. El comienzo de esta etapa coincide aproximadamente con la entrada en la región de nómadas provenientes de los montes Zagros. Durante este período las ciudades crecieron en población y sus estructuras sociales sufrieron grandes cambios. La primera de las ciudades donde se hallaron estos rasgos fue el-Obeid o el-Ubaid, a la que este período debe su nombre.  Su villa estaba compuesta por construcciones a base de ladrillos de barro cocido.

Extensión de la cultura de El Obeid.

Es en esta etapa en la que se encuentran los primeros restos de edificios religiosos integrados en las ciudades. Inicialmente tenían la forma de terrazas, edificios de planta rectangular y techo plano. Estas construcciones son el origen de los zigurats, formados por la superposición de varias terrazas de anchura decreciente.
El período Obeid también está marcado por el desarrollo y extensión de técnicas de regadío más avanzadas, mediante la construcción de canales de riego. También producían abundante cerámica y terracota. Ellos además poseían armas como hachas de piedra, y mantenían un comercio dinámico de lápizlazúli, piedra y oro con los pueblos vecinos.

### Eridu
El Templo de Eridu, cuyo nombre viene de una región en el sur de Sumeria, es conocido como el templo más antiguo encontrado en Mesopotamia (el más antiguo del mundo que se conoce hasta ahora es Göbekli Tepe, en Turquía). Otros templos dominan el yacimiento de El-Obeid, lo que indica la existencia de un influyente grupo sacerdotal entre esos pueblos. Los templos tenían forma rectangular y estaban divididos en varias cámaras y una nave principal. Un espacio estaba reservado para la colocación de la estatua de una divinidad, cuya función parece haber sido proteger a los habitantes de la región. Las paredes de los templos estaban construidas a base de barro cocido. Algunos especialistas creen que el desarrollo posterior de esos templos, elevados como torres, habría dado origen a los famosos zigurats de la Mesopotamia Antigua.

## Período de Uruk (4000-2900a.C.)
La cultura de El Obeid influenció todas las regiones vecinas de Mesopotamia y se desarrolló de formas diversas conforme se expandía. El periodo de Uruk posee ese nombre por estar relacionado con el surgimiento del impresionante y bíblico sitio arqueológico de Uruk, cuyas estructuras atestiguan una continuidad indudable en relación con el periodo de El Obeid. El surgimiento de Uruk está relacionado con el advenimiento de la vida urbana y de la primera ciudad de la historia. El crecimiento de la red de riego y del número de ciudades satélites agricultoras permitió un aumento en la producción de comida.
El período de Uruk se corresponde con los niveles arqueológicos XIV-IV de este emplazamiento. Algunos de los avances más importantes se produjeron en los últimos períodos. Así, en los niveles V y IV aparece el sello cilíndrico sustituyendo al plano.
En el nivel IV se encuentran los primeros ejemplos de escritura, a base de dibujos. En el nivel III, ya fuera del período Uruk, hay restos de escrituras en sumerio, por lo que es posible que ya en el nivel IV esta fuese la lengua empleada. También en este nivel se popularizó el uso del metal, especialmente cobre. Al final del período se empezó a utilizar el bronce, producido a base de cobre y arsénico o estaño.
Otros avances que sucedieron en el período Uruk fueron la aparición del torno de alfarero, en sustitución de los anteriores métodos, lo que podría indicar una mayor necesidad de piezas cerámicas y que constituye un primer ejemplo de producción en cadena. Finalmente, es en este período cuando apareció la rueda, que revolucionó el transporte de objetos.
Todos estos cambios tuvieron especial difusión en la zona sur de Mesopotamia pero se extendieron por toda la región. Así, se encuentran muestras en el norte de Siria, en Turquía o en Susa, en el actual Irán. Todos estos avances, y su difusión, fueron el sustrato que permitió el desarrollo de la civilización sumeria.

### Templo Blanco
El Templo Blanco es una famosa estructura de Uruk construida con ladrillos en la cima de una montaña. El templo estaba dedicado al dios del cielo, An y estaba pintado entero de blanco. Los habitantes de Uruk creían que los dioses podían habitar esas regiones.

### Invención de la escritura (3500-1500a.C.)

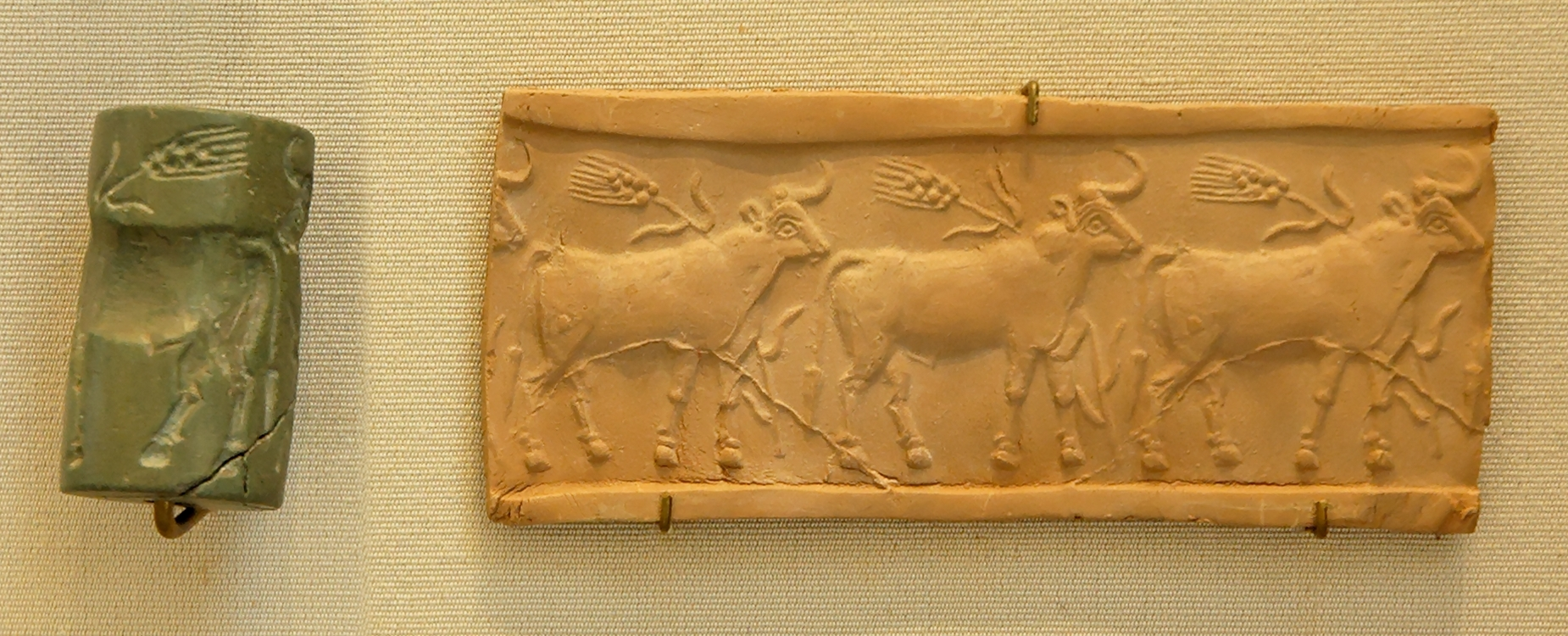
Sello cilíndrico e impresión: grupo de ganado en un campo de trigo. Caliza, Mesopotamia, período de Uruk. El sello cilíndrico estaba formado por una piedra u otro objeto de material duro de forma cilíndrica en el cual se tallaban motivos decorativos. Este sello podía hacerse rodar sobre ladrillos de arcilla aún blandos, grabando así sus motivos en ellos. Museo del Louvre, Department of Oriental Antiquities.

La escritura en Mesopotamia se desarrolló en varias etapas diversas, de acuerdo con la complejidad de los negocios del palacio. La escritura era usada para controlar, sobre todo, el comercio, la economía y la agricultura. Los arqueólogos encontraron en casas de zonas arqueológicas del Oriente Próximo piezas de arcilla cocida con grabados de fichas, cuya función era determinar la cantidad y la naturaleza de productos comercializados (en consonancia con el tamaño y el tipo de las fichas). Esa práctica fue sustituida más tarde por la utilización de fichas en conjunto con una bola de arcilla en la cual eran almacenados para indicar los elementos de una transacción compleja separadamente.
La escritura pictográfica e ideográfica fue desarrollada alrededor del cuarto milenio a. C. en Sumeria (considerada aquí como región sur de la Mesopotamia). Esa escritura utilizaba, por ejemplo, la figura de un pez inscrita en arcilla para determinar un pez, círculos para expresar números y, en una fase más compleja, figuras para representar ideas, con pies representando movimiento (por ejemplo "andar").

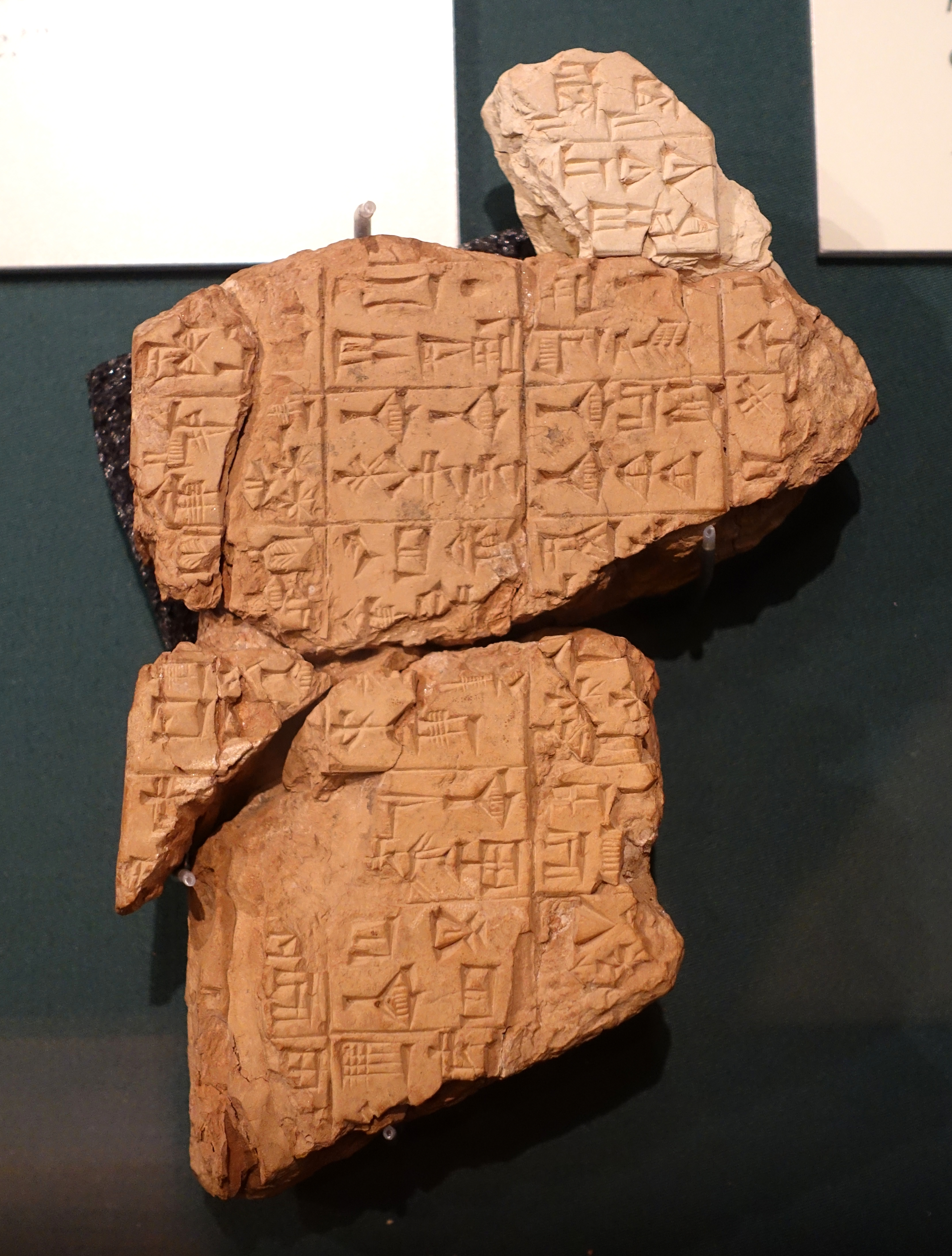
Se trata, que tengamos constancia, del primer libro: las Instrucciones de Shuruppak (datado entre 2600 a.C. y 2.500 a.C) donde da consejos sobre la vida a su hijo. "En aquellos tiempos, en aquellos lejanos tiempos remotos, en aquellas noches, en aquellas noches lejanas, en aquellos años, en aquellos lejanos años remotos..." Está escrito en cuneiforme.

En una fase posterior, la escritura mesopotámica pasó a utilizar símbolos fonéticos y determinativos, como los jeroglíficos egipcios. Sería, grosso modo, como si utilizáramos la figura de una cama y un león para decir camaleón en español. En inglés, sería cómo si juntáramos la figura de un pie (foot) con un balón (ball) para decir fútbol. En ese tipo de escritura cada símbolo representa un sonido pero puede también representar una idea general, que es el caso de los determinativos. Esto quiere decir que, por ejemplo, después de escribir la palabra «mujer» a partir de fonemas, el dibujo de una mujer podría ser colocado inmediatamente enseguida para dar la idea general de la palabra (evitando confusión entre sentidos de palabras de misma pronunciación).
La escritura cuneiforme parece haber sido resultado del perfeccionamiento de todas esas técnicas anteriores. Tiene ese nombre porque era realizada a partir de la presión de un instrumento en forma de cuña sobre una tabla de arcilla. Los símbolos cuneiformes, extremadamente abstractos, eran usados para representar ideas, sonidos y figuras. Esa escritura se hizo extremadamente popular por Oriente Antiguo los años siguientes.

### Sumerios y Semitas
Una vez desarrollada la escritura, se puede identificar dos pueblos de lenguas diferentes conviviendo en Mesopotamia: sumerios y semitas. En verdad, son conceptos lingüísticos y no deben de forma alguna ser relacionados con conceptos étnicos. La lengua sumeria era predominante en los documentos cuneiformes y los hablantes de sumeria vivían en el sur de Mesopotamia, razón por la cual los acadios llamaron esa región posteriormente Sumeria. Los hablantes de lengua semita están relacionados por una matriz común, pero no hablaban la misma lengua (acadio y hebreo, por ejemplo, son lenguas semíticas y, sin embargo, diferentes). El origen de los sumerios es incierto. Los pueblos hablantes de lenguas semitas vivían predominantemente en la región central de Mesopotamia. Su origen es igualmente incierto.

### Urbanización
La época de Uruk es una época de crecimiento económico y centralización política. Los centros urbanos estaban sostenidos por territorios rurales adyacentes a las ciudades, responsables de la producción agrícola. El desarrollo de la arquitectura, de las artes y de la tecnología, además de la escritura, posibilitaron un aumento en la producción de alimentos. Digno de notar es el desarrollo de los sistemas de riego en formas cada vez más extensas.
La clase de los sacerdotes parecía controlar la política en las primeras unidades políticas de la Antigua Mesopotamia, comúnmente llamadas «ciudades-estado». Toda ciudad poseía algún dios protector, que los mesopotámicos creían responsable de garantizar las buenas cosechas, etc. en caso de que los hombres se comportasen conforme las reglas. Los sacerdotes del templo, intermediarios entre los hombres y los dioses, adquirían prominencia política en la medida en que esas creencias se fortalecían.

#### Consideraciones acerca de la urbanización
El crecimiento de la ciudad en los períodos llamados de Uruk antiguo, medio y reciente (esa cronología es usada para diferenciar las fases de urbanización) es un proceso que fascinó a estudiosos de diversos campos científicos. La transformación de pequeños poblados en una compleja estructura urbana durante el periodo de Uruk ha sido exhaustivamente estudiada por sociólogos, antropólogos e historiadores, que buscaban sondar las causas de este proceso de urbanización y caracterizarlo de forma más sistemática. La teoría de la «revolución urbana», desarrollada por Vere Gordon Childe en las décadas de los 40 y los 50, es la más célebre de estas consideraciones sobre la urbanización mesopotámica. Gordon Childe, responsable también de la expresión «revolución neolítica», defendía que el surgimiento de la civilización en Mesopotamia durante el periodo de Uruk está vinculado a algunos factores específicos. La civilización fue caracterizada por Childe a partir de la existencia de diez factores:
1. Mayor densidad demográfica.
2. Especialización del trabajo.
3. Producción de excedente agrícola.
4. Construcciones impresivas.
5. El surgimiento de una clase dominante.
6. Surgimiento de la escritura.
7. Elaboración de ciencias exactas.
8. Estilos sofisticados de arte.
9. Comercio exterior regular.
10. Existencia del Estado.

La obra de Childe, ciertamente una de las más influyentes sobre el tema, fue criticada por su estilo evolucionista y, en algunos casos, por el empleo del concepto marxista de «revolución» para caracterizar las transformaciones en la manera de vivir de los antiguos. La obra de Gordon Childe fue seguida por los trabajos de Robert McC. Adams y H. Nissen, publicados en la década de 1970.
Una importante teoría reciente sobre la urbanización de Mesopotamia, desarrollada por Guillermo Algaze, defiende que la diferenciación económica ocurrida entre áreas diversas de la región de Uruk permitió el surgimiento de una «economía urbana», o sea, el comercio entre esas regiones incluyendo tejidos de lana, cuero, pieles de cabra, productos hortícolas, pescado, etc. Cada región suplía su necesidad de consumo con ese comercio ya que cada una de ellas ofertaba/demandaba productos diferentes. En un segundo momento, esas regiones pasan por un proceso de sustitución de importaciones, desarrollando sus capacidades productivas para dejar de depender de ese comercio. Ello resulta en una expansión de este comercio a una escala superior, permitiendo concomitantemente un mayor desarrollo urbano. Después de la década de 1980, el debate acerca de la urbanización en Mesopotamia se ha fragmentado.

## Período Dinástico Arcaico (2900-2350a.C.)
Durante el periodo dinástico antiguo la situación política en la Mesopotamia emerge con más claridad. Tras Uruk, surgen ciudades como Ur y Kish, que se disputan la supremacía política. La ciudad-estado, compuesta por la ciudad y por el territorio rural de su entorno, emerge como la unidad política básica en estos primeros años del mundo urbano. Su población podía variar de diez a cincuenta mil habitantes.
El cambio de etapa no se debió a una ruptura con las características del período anterior sino por el contrario a una difusión de éstas por el resto del llamado Creciente Fértil. Así empezaron a desarrollarse ciudades en áreas septentrionales de los ríos Tigris y Éufrates o en la llanura del Khabur, quedando así toda Mesopotamia y parte de Siria inmersas en este proceso común.
En el ámbito urbano, comienzan a aparecer palacios acompañando a los hasta entonces solitarios templos y se emprende la construcción de murallas, algo muy costoso para las ciudades de entonces que solo puede justificarse por la existencia de continuas guerras entre ellas.

Situación de las principales ciudades sumerias y alcance de esta cultura durante el período dinástico arcaico.

### Política
Tres títulos para gobernantes eran frecuentemente empleados por los hombres del período dinástico antiguo: En, Ensi y Lugal. De estos tres, lo que más se aproxima a la idea occidental de rey es Lugal, literalmente "Gran Hombre". El Lugal era el responsable del ministerio de la justicia, de representar la ciudad-estado ante las otras y de hacer la guerra. El Ensi podía ser vasallo del Lugal en algunas circunstancias, actuando como una especie de gobernador, mientras que el En era un señor local. Cada uno de los tres podía dividir tanto de la autoridad temporal, como la espiritual. Se cree que, en los primeros años de las dinastías mesopotámicas, los reyes eran aconsejados por asambleas formadas por hombres comunes. Esta teoría proviene de las interpretaciones de los textos míticos sumerios, donde los dioses más importantes eran aconsejados por un grupo de dioses más pequeños. En este período se observa el fortalecimiento de la monarquía y una escalada gradual que la coloca por encima del templo (como institución religiosa). La monarquía promovía banquetes y fiestas, artes y guerra. Organizaba los ejércitos, que estaban provistos de carruajes, lanzas y hachas para el combate, además de otros sofisticados instrumentos de guerra. Los reyes fueron responsables de poner en pie amplios y suntuosos palacios, importantes indicios de su gran autoridad en esa época.

### La Lista Real Sumeria
Un importante documento del período en cuestión es la Lista Real Sumeria, documento cuyas informaciones transitan entre el imaginario mítico e histórico. El documento parece haber sido escrito alrededor del siglo XVII a. C.., pues transmitía para una fecha anterior hechos que solo pudieron ocurrir más tarde, como la unificación de Sumeria bajo un solo líder. Los primeros reyes sumerios son presentados en orden, sus reinos son datados y sus hechos narrados. La lista pretende indicar que la realeza es una concesión divina, legitimando la institución monárquica. Los primeros reyes son casi todos míticos, mientras que los últimos parecen haber existido realmente. La Lista Real sumeria fue reconstituida por Thorkild Jacobsen a partir de varias tablas diferentes y fue publicada en 1939. En ella se presentan solo los reyes que reinaron sobre todo el territorio sumerio y se enumeran todos hasta el reinado de Sinmagir de Isin (1827-1817 a. C.).

### Supremacía de Kish

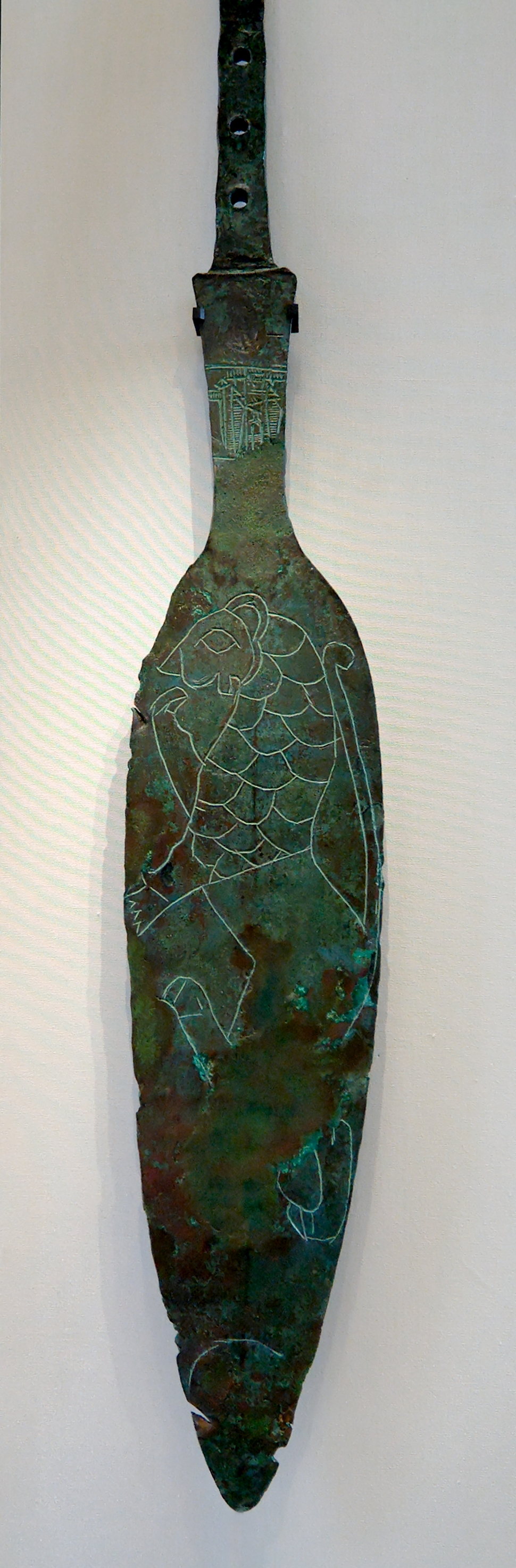
Lanza perteneciente a "Lugal", rey de Kish.

La ciudad de Kish quedaba en una región próxima a la actual Bagdad y, durante el período dinástico antiguo, fue responsable de extender su dominio sobre gran parte de las ciudades vecinas. El período dinástico antiguo está marcado por los conflictos entre las ciudades-estado (más correctamente ciudades-reino) que se desarrollaron en la región por aquella época (principalmente Kish, Ur y Uruk). Alrededor de 2700 a. C. un rey llamado Mebaragesi obtuvo el control sobre toda la región sur de Mesopotamia y también de Elam, localizada en el suroeste del actual Irán. Mebaragesi fue también responsable de construir un templo en homenaje al dios Enlil en la ciudad de Nipur, que posteriormente se haría el más importante centro religioso de Mesopotamia.

### Supremacía de Uruk
Durante esa época las ciudades de Uruk y Ur comenzaron a crecer en importancia política, desafiando la autoridad de Kish. El rey Gilgamesh, tal vez la figura más conocida de la antigua Mesopotamia, fue el responsable de trabar guerra con Agga, rey de Kish e hijo de Mebaragesi. Agga fue derrotado y sometido a la autoridad de Gilgamesh. El rey de Uruk se hizo un verdadero héroe en el imaginario mesopotámico, habiendo incluso participado como personaje en una de las más famosas obras literarias de la antigüedad, la Epopeya de Gilgamesh.

### Supremacía de Ur
La tercera ciudad en extender su dominio sobre las vecinas fue la ciudad de Ur. El rey Mesannepadda, gobernando tal vez alrededor de 2600 a. C., adoptó para sí el título de "rey de Kish", lo que indicaba su sucesión como supremo señor de Sumeria. El esplendor de Ur quedó reflejado en el famoso cementerio real encontrado en esta ciudad.

### Supremacía de Lagash

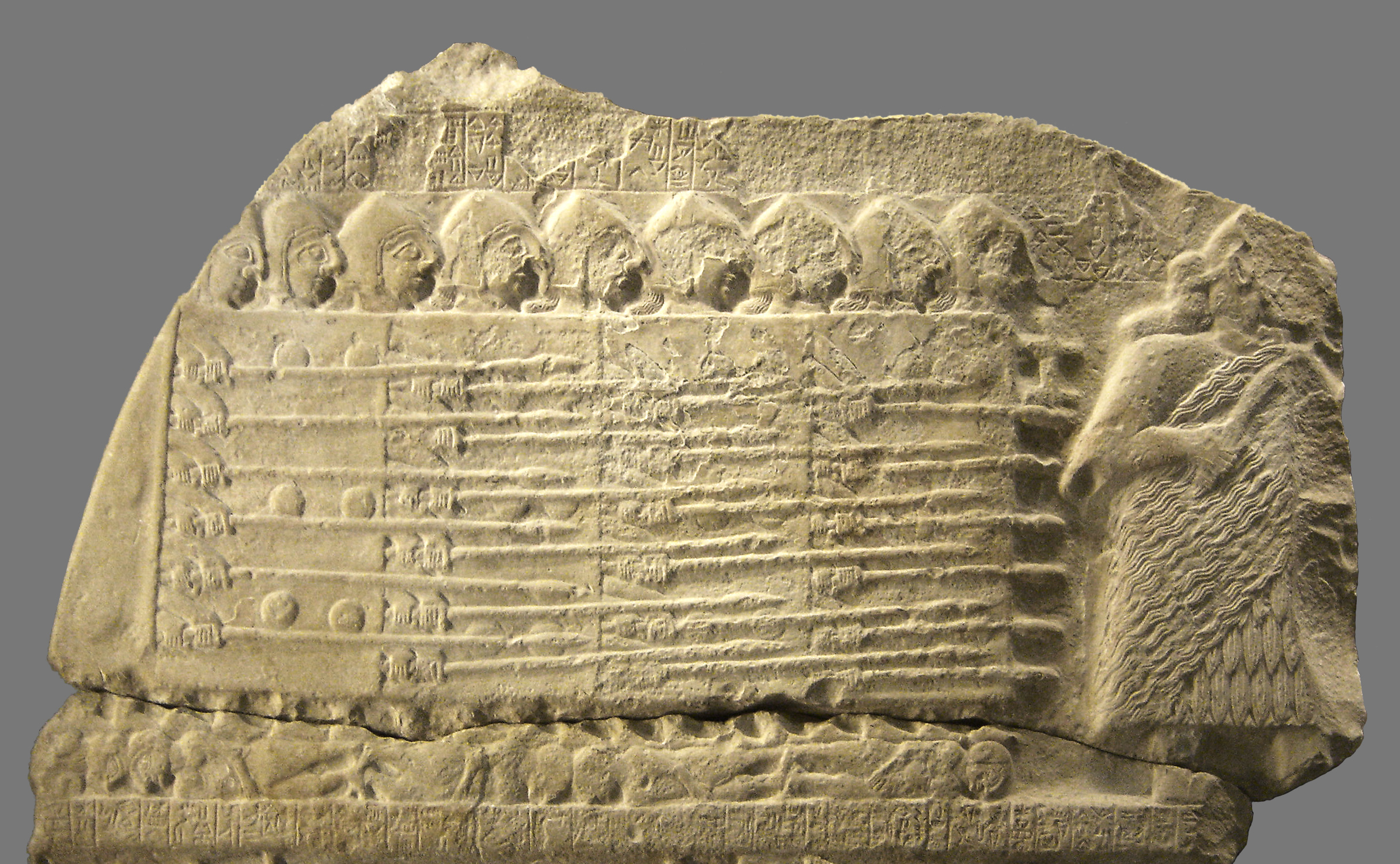
Detalle de un fragmento de la Estela de los buitres, en el Museo del Louvre. Este fragmento representa la sangrienta victoria de Ennatum sobre Uma. Es también la primera imagen de formación en falange de la que se tiene constancia. Se puede observar cómo el suelo sobre el que caminan está sembrado de cadáveres. En la figura completa se ven perros y buitres devorando los cuerpos, lo que ha dado nombre a la estela.

Las disputas incesantes entre Ur, Uruk y Kish, reiniciadas con la muerte del rey Mesanepada, hicieron de la región un territorio particularmente vulnerable a los ataques de extranjeros como los elamitas (de Elam, en el suroeste del actual Irán). La invasión de los elamitas favoreció el fortalecimiento de una ciudad-estado mesopotámica al norte, Lagash, que en los años siguientes dominó y subyugó toda Sumeria. El rey Eannatum, conocido por el título de "Aquel que somete todas las tierras", expulsó a los elamitas del territorio sumerio y conquistó Elam. Alrededor del año 2450 a. C., extendió su control sobre las otras ciudades-estado de la región. La Estela del rey Eannatum cuenta la historia de la batalla librada entre el rey de Lagash y la ciudad de Umma y describe los términos de la paz, constituyendo tal vez el primer documento diplomático de la historia y la primera guerra registrada. La victoria del rey Eannatum es obtenida con la ayuda del dios de Lagash, Ningirsu, que es retratado en la estela. Su último Ensi sería Urukagina, el cual arrebataría el poder al rey-sacerdote Lugalanda y a su esposa, trayendo menos abusos e impuestos a Lagash. Su edicto también prohibió la poliandria y dio hogar a 1500 mujeres en la "Casa de las Mujeres" que antes solo tenía capacidad para 50.
Por otra parte, también decretó que «si una mujer dice [texto ilegible] a un hombre, su boca se aplastará con un ladrillo cocido».

### Supremacía de Umma (2360-2350a.C.)
La ciudad de Umma, en poco menos de un siglo tras el reinado de Ennatum, bajo el gobierno del rey Lugalzagesi, derrotó y destruyó la ciudad de Lagash. En consonancia con los registros oficiales, Lugalzagesi consiguió someter a 50 príncipes y obtuvo el control sobre el territorio entero, extendiéndose desde el golfo Pérsico hasta el Mediterráneo. No obstante, en 2350, Lugalzagesi fue derrotado y hecho prisionero por el conquistador acadio Sargón, el Grande.

### Cultura en el Periodo Dinástico Antiguo

#### El desvelamiento del cuneiforme
El desvelamiento de la escritura cuneiforme fue una difícil y tardía tarea llevada a cabo por diversos intelectuales en el siglo XIX. Uno de los nombres más asociados a ese proceso es el de sir Henry Rawlinson, que copió una inscripción cuneiforme trilingüe que había sido esculpida por orden del rey persa Darío I alrededor del año 520 a. C. C. Rawlinson también tradujo la columna de la inscripción que correspondía al antiguo persa, valiéndose de una técnica ya empleada por Georg Friedrich Grotenfend. Los esfuerzos de Edward Hincks fueron esenciales para el desciframiento del cuneiforme acadio. La interpretación del sumerio, por su parte, fue mucho más tardía, y recibió ayuda particular por parte de Paul Haupt. Ya el elamita permanece en su mayor parte incomprendido. A partir de la interpretación de los textos antiguos fue posible conocer y estudiar el universo cultural de los antiguos mesopotámicos. Cuando George Smith desveló la Epopeya de Gilgamesh, le dio tanta emoción que empezó a bailar desnudo en su escritorio.

#### Religión

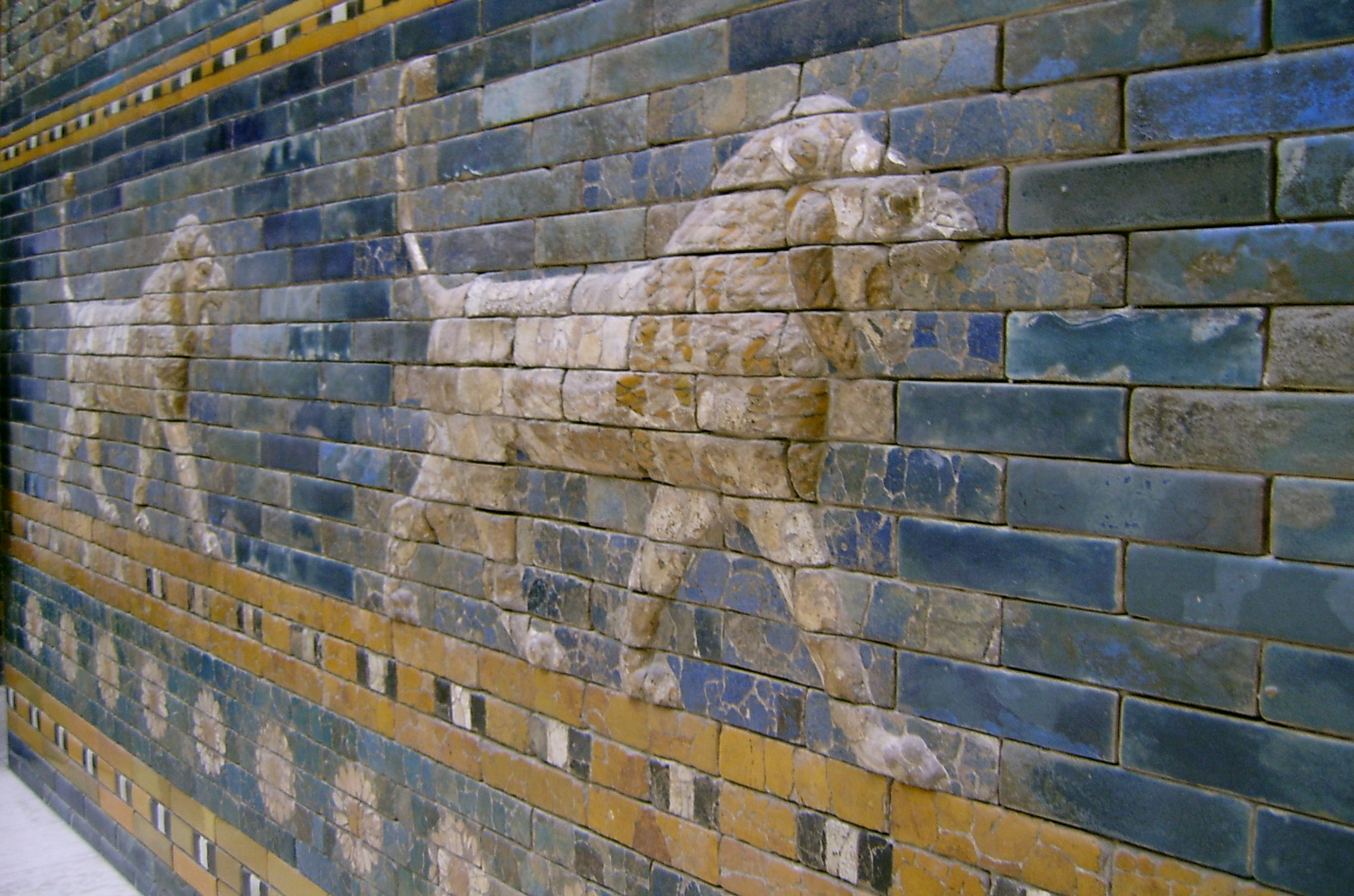
Portón de la diosa Innana, representando el león de Innana

El pensamiento religioso era muy importante para los primeros pueblos mesopotámicos, en la medida en que casi todos los elementos de la sociedad eran entendidos a partir de su relación con lo sagrado. Los sumerios creían que el mundo (o Mesopotamia) era un disco cuyos límites eran determinados por las montañas y una inmensidad de agua. Todo en el universo era susceptible de ser "animado" en el sentido religioso, desde piedras hasta animales y astros. Los dioses eran concebidos como agentes superiores e inmortales con el poder de controlar el cosmos. Aunque los dioses fueran inmortales, incontables narrativas mitológicas hablan de divinidades muertas y después renacidas. Una creencia ampliamente difundida por oriente próximo era que los dioses podían crear con el poder de la palabra. La palabra de los dioses también funcionaba en el sentido de establecer "me", la ley cósmica.
Las divinidades más importantes del panteón mesopotámico en el período dinástico antiguo eran An (dios del cielo), Enlil (dios del viento), Enki (dios del agua) y Ninhursag (diosa de la tierra). An era descrito como el soberano entre los dioses. Enlil era un importante intermediario entre los dioses y los hombres, cuyo templo principal era Nipur. Era llamado por el título de "Padre de los Dioses". Uno de los mitos antiguos, interpretado por algunos autores como la creencia sumeria en relación con el ciclo de la vida, cuenta la historia de cómo Enlil raptó a una bella diosa llamada Ninlil y la forzó a tener relaciones sexuales con él. Por haber cometido ese acto hediondo, Enlil fue castigado por los otros dioses y exiliado para la "Tierra sin Retorno", el mundo de los muertos, junto a Ninlil, ahora embarazada del dios-luna Nanna.
Enki estaba fuertemente asociado a la fertilidad, ciertamente porque el agua era esencial para la agricultura en las tierras secas de Sumeria. Un mito antiguo narra cómo Enki eyaculaba en el Río Tigris, haciendo fértiles todas las tierras cultivos.
Otros dioses eran importantes en el panteón sumerio, entre ellos la diosa de la fertilidad Innana, conocida como Ishtar en acadio, y normalmente asociada a las diosas Venus y Afrodita de las antiguas Grecia y Roma. Innana estaba relacionada con la sensualidad, con los oprimidos y también con la guerra. Una narrativa sumeria cuenta la historia de cómo Innana, después de una incursión por el submundo, descubre que no podría retornar a los cielos nunca más. Buscando escapar de la prisión perpetua en el submundo, Innana coloca a su amante Dumuzi como sustituto en su lugar, dejándolo allá para toda la eternidad. Otros mitos narran el apetito sexual de Innana, al tiempo que le dedican el título de "Reina del Cielo".

##### Boda sagrada y prostitución sagrada
Una ceremonia popular en las antiguas ciudades-estado sumerias era la llamada "boda sagrada". En dicha ceremonia se realizaba la unión sexual entre un dios y una diosa importantes del panteón regional (p. ej. Innana y Dumuzi), representados por el rey y una noble especialmente escogida. Esa ceremonia ocurría generalmente el día de Año Nuevo. Otros ritos eróticos, llamados de "Prostitución Sagrada", acompañaban al ritual de la boda sagrada, y normalmente eran realizados entre sacerdotes y sacerdotisas en la búsqueda de experiencias religiosas.

##### Controversia en torno a la prostitución
En los últimos años han surgido voces críticas, como la de Stephanie L. Budin, que han revisado las evidencias sobre la prostitución en Mesopotamia y, por consiguiente, sobre la prostitución sagrada. Estas evidencias se basarían principalmente en la traducción de términos técnicos y en un pasaje de Heródoto en el cual se describiría la supuesta prostitución sagrada babilónica. Sin embargo, no habría pruebas de que Heródoto visitara Babilonia y se desconocería la fuente de la que extrae esta supuesta costumbre. En cuanto a los distintos términos traducidos como "prostituta cultual" y extraídos de los títulos empleados en el ámbito de los templos, algunos de ellos se habrían asociado con el término sumerio kar-kid o el acadio harīmtu (ambos traducidos habitualmente como "prostituta") en las listas lexicales. No obstante, la traducción de estos términos también estaría puesta en duda, ya que el análisis de los textos llevaría a comprender que se trata, sencillamente, de una mujer que es "ni-esposa-ni-hija-de-un-hombre" (de acuerdo con la traducción de Julia Assante); es decir, una mujer sola y "libre" de la autoridad patriarcal. Asimismo, tampoco habría ninguna evidencia de que la kar.kid o harīmtu ofreciera sexo a cambio de beneficios económicos.

### El Templo, los zigurats

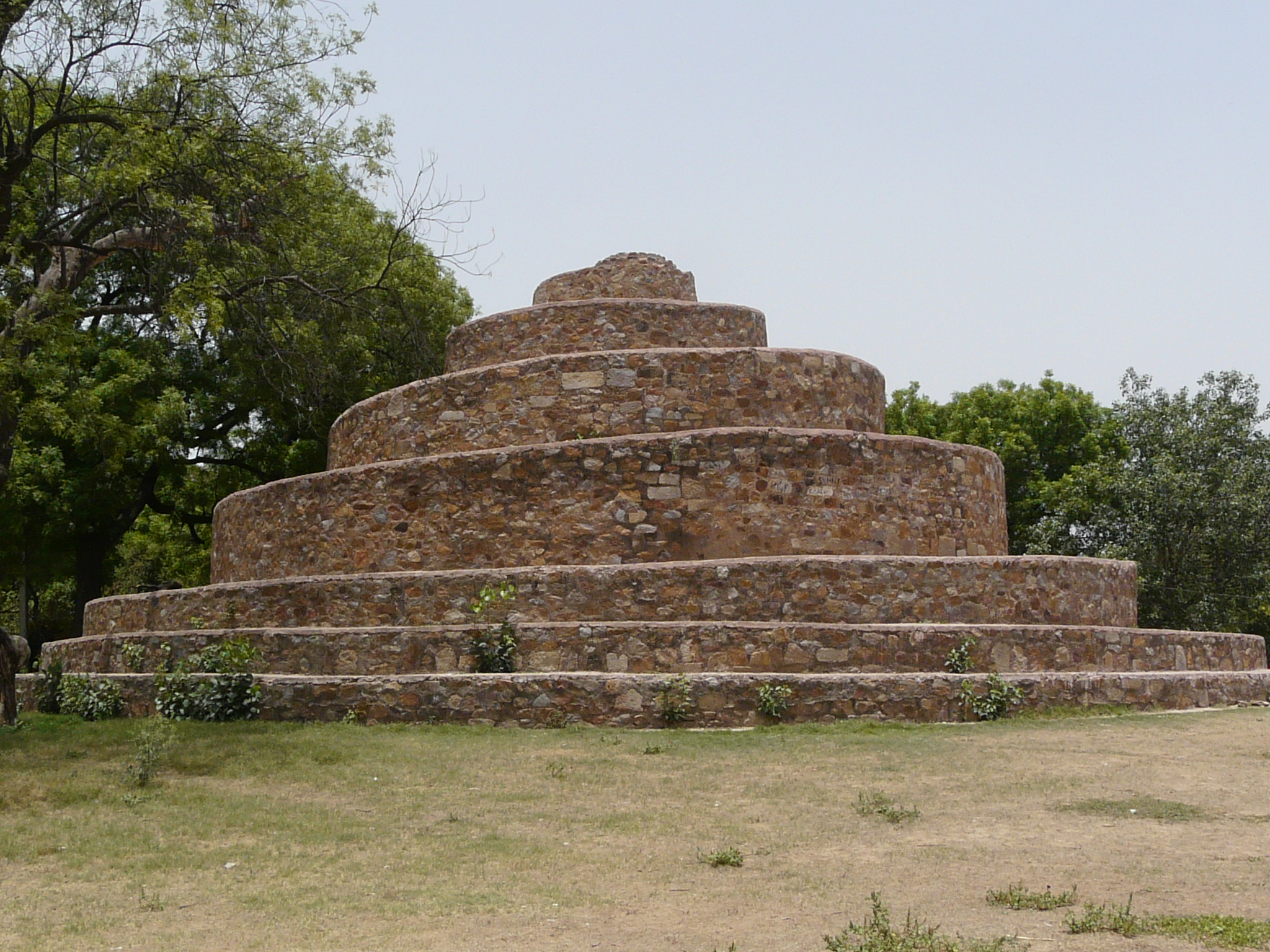
Un zigurat

La religión sumeria se organizaba en el templo. Cada ciudad mesopotámica tenía un templo, dedicado a un dios o a una diosa, que eran especies de patronos locales. Dentro de los templos se alzaban estatuas de los dioses adorados, en las cuales se creía que residía el propio dios. Los sumerios ofrecían sacrificios de alimento a los dioses, pues una de las creencias muy difundidas en el oriente próximo era que los dioses se comían lo que se les daba (aunque quizás simplemente caducasen). En los templos, himnos eran recitados, canciones cantadas y fiestas celebradas. Los ritos en homenaje a los dioses eran importantes para el mantenimiento del orden en la tierra, y también para la manipulación de las divinidades en favor de los hombres.
Los zigurats eran torres de varios pisos, construcciones muy populares entre los mesopotámicos. En el tope de los zigurats existían santuarios. Los estudiosos creen que estas construcciones representaban una conexión entre el cielo y la tierra, funcionando en gran medida como medio de comunicación con los dioses. Es casi seguro que la imagen bíblica de la Torre de Babel haya sido basada en los zigurats.

### Las excavaciones en la ciudad de Ur
El interés por la ciudad de Ur en occidente es fácilmente explicado por su destacada presencia en la Biblia como patria de Abraham. La antigua ciudad de Ur se encuentra en el sur de Irak, al noroeste de la actual ciudad de Basora. Su importancia, demostrada en el período dinástico antiguo y aún después, no era menor en tiempos prehistóricos, cuando ya estaba poblada. Las primeras prospecciones en la región se remontan a 1854, mientras que las excavaciones comenzaron en 1918, habiendo sido brevemente interrumpidas y reanudadas en 1922, por iniciativa del Museo Británico y de la Universidad de Pensilvania, bajo el mando del arqueólogo sir Leonard Wooley. Ese mismo año, los arqueólogos ya habían conseguido desenterrar el famoso zigurat de la ciudad. Aun así, se desvió la atención de los arqueólogos hacia otra área arqueológica, desenterrada entre 1926 y 1932: el cementerio de Ur.

#### Cementerio de Ur

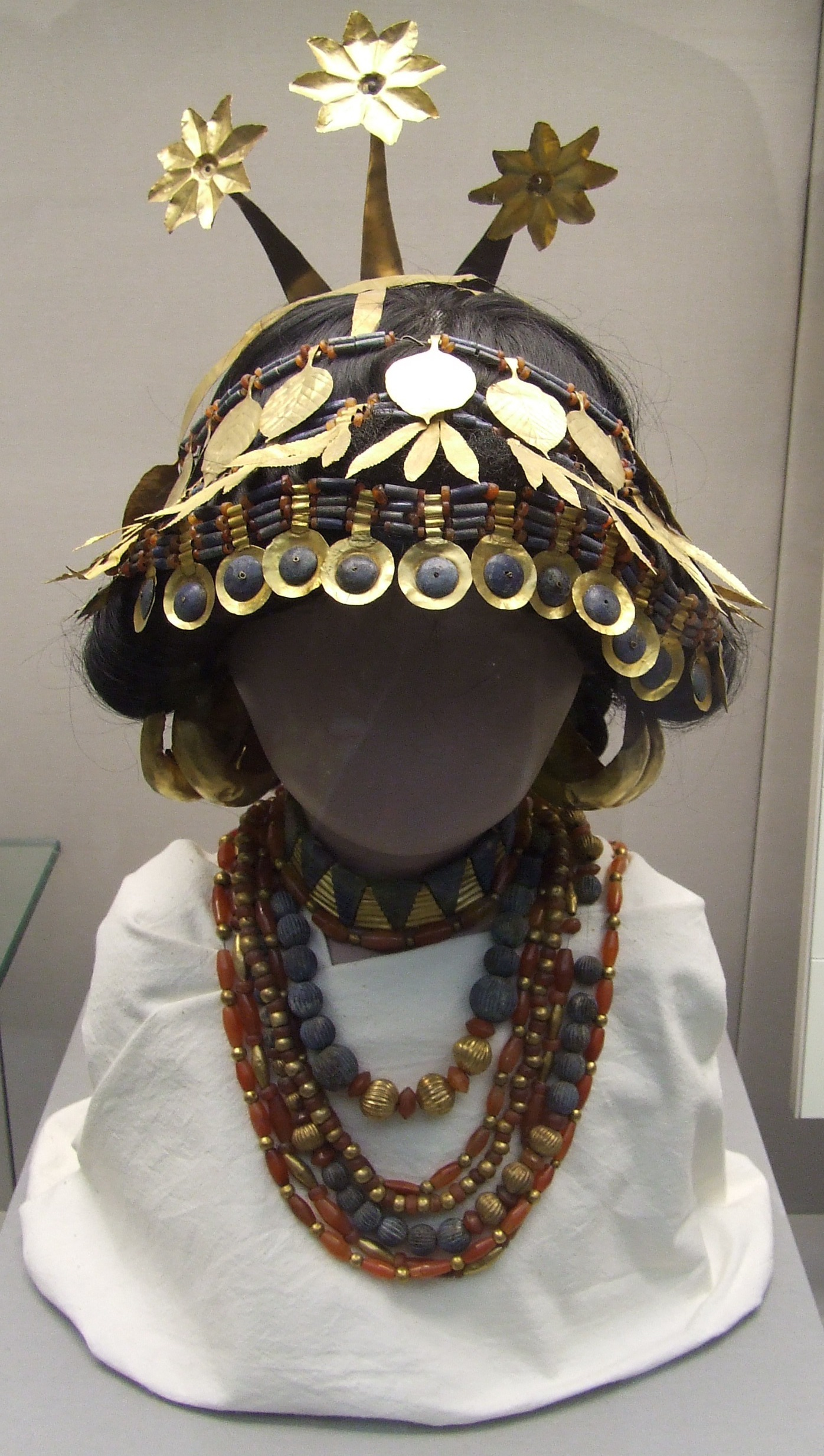
Collares y tocados sumerios reconstruidos, encontrados en la tumba de Puabi, alojados en el Museo Británico.

En la década de 1920, el arqueólogo británico sir Leonard Woolley descubrió las tumbas reales de Ur del período dinástico antiguo. Esas tumbas datan de los años 2550 y 2450 a. C. y son famosas debido al abundante y suntuoso material arqueológico en ellas encontrado. Su existencia atesta la creencia de que los reyes mesopotámicos, debido a su vínculo con los dioses, tendrían una vida bendecida en la post-muerte. Por ese motivo, los reyes eran enterrados en grandes cámaras junto a sus pertenencias más valiosas, como joyas y tesoros de oro. Los servidores también eran enterrados con los reyes, tal vez involuntariamente, aunque la idea de pasar una vida post-muerte privilegiada al lado de los reyes pudiera haber seducido a algunos de esos hombres. Entre los reyes enterrados en el cementerio de Ur solo algunos fueron identificados, como Akalamdug y Meskalamdug, además de las dos reinas (nin) Puabi y Ninbanda. Ninguno de estos reyes es citado en la lista real sumeria, lo que indica que gobernaron solo sobre el territorio de la ciudad-estado de Ur.

##### El enigma del Cementerio de Ur
Junto a los reyes de Ur, fueron encontrados también esqueletos de músicos y cantantes de ambos sexos, soldados y damas de compañía. En la tumba de Akalamdung, por ejemplo, fueron encontrados 53 esqueletos en varios niveles. Como ya se ha dicho, es posible que estas personas esperaran disfrutar de una post-muerte bien aventurada junto a los reyes al permitir ser envenenados y enterrados con el cuerpo del soberano. Esta fue la teoría propuesta por sir Leonard Wooley para explicar las inhumaciones colectivas encontradas en la casa de campo arqueológica. Sin embargo, esta hipótesis fue contrastada por otros estudiosos, que apuntan motivos diferentes para ese fenómeno, ya que muchos de los cuerpos encontrados en las tumbas no fueron asociados a ninguna dinastía reinante, o sea, tal vez no todas las tumbas contengan el cuerpo de un monarca. La teoría del arqueólogo Peter Roger S. Moorey es que esas inhumaciones colectivas serían un ritual particular dedicado a los dioses patronos de la ciudad de Ur, el dios de la luna, Nanna, y su esposa, Ningal. Ese ritual incluía, muy probablemente, a las sacerdotisas del templo dedicado a los dioses en cuestión, motivo por el cual tantas mujeres habrían sido encontradas en las tumbas.

### Literatura
Los documentos literarios más famosos del período dinástico antiguo son las narrativas mitológicas y las narrativas épicas. En el Cuento de la Creación se cuenta cómo Enlil, dios nacional de Sumeria, creó el mundo al separar la tierra del cielo. Se cuenta también cómo los seres humanos fueron creados a partir de una masa de arcilla con un soplo divino, con el propósito de servir a los dioses con bebida y comida.

#### El diluvio
La narrativa sumeria del diluvio cuenta cómo los dioses, irritados con la humanidad, decidieron lanzar sobre ella un terrible diluvio. Ziusudra (también llamado Utnapishtim), una especie de Noé sumerio, fue avisado por algunas divinidades en sueños de que debería crear un arca en la cual colocaría representantes de todas las especies animales existentes y con la cual se salvarían del diluvio.

##### El orientalismo y el diluvio

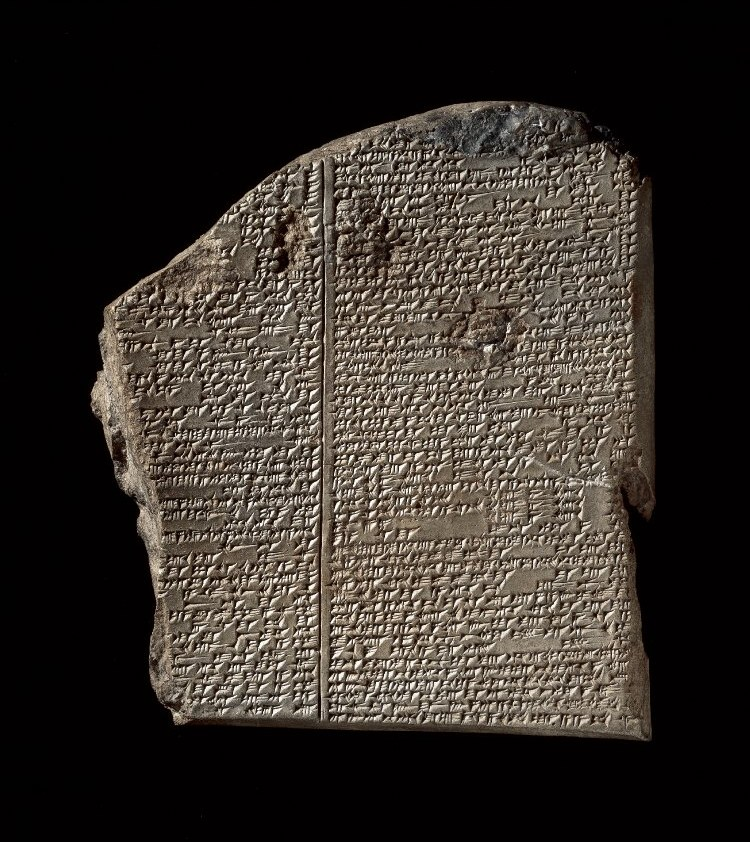
La controversa tablilla del diluvio universal.

En 1873, la historia mesopotámica del diluvio fue publicada, causando polémica en el medio académico y en las sociedades occidentales. El fragmento de la epopeya de Gilgamesh, traducido y divulgado a partir de una tabla de Nínive (preservado en el Museo Británico), narraba una historia muy semejante a aquella del génesis bíblico, lo que obligó a los estudiosos a colocar la composición de la Biblia en la esfera de influencia de su contexto histórico, la antigua Mesopotamia. Sin embargo, los primeros estudios comparativos entre la tabla del diluvio y la Biblia trataban la narrativa sumeria solo como una prueba de la historicidad bíblica, lo que era muy común en los primeros años de la arqueología. Fue la figura contradictoria de Friedrich Delitzsch la que observó por primera vez la necesidad de estudiar los documentos hebraicos bajo la luz de su contexto mesopotámico, en una famosa conferencia conocida como "Babel/Biblia". Delitzsch defendía que las concepciones hebraicas de la Creación, además de sus narrativas mitológicas, eran en gran medida dependientes del imaginario de una civilización que él consideraba superior, la sumeria. Cercado por las teorías racistas y antisemitas del final del siglo XIX y comienzo del XX, Delitzsch despreció el carácter sagrado del Antiguo Testamento, a la vez preservando el valor de los manuscritos cristianos, que consideraba más perfectos.
Esa teoría fue acompañada del surgimiento de una corriente ideológica conocida como "Panbabilónica". Los partidarios de esta corriente defendían que los orígenes de casi toda la cultura humana podría ser trazada de vuelta a Mesopotamia, radicalizando la teoría difusionista de la sociología. Autores famosos de esa época fueron Hugo Winckler y Peter Jensen.

#### Epopeya de Gilgamesh

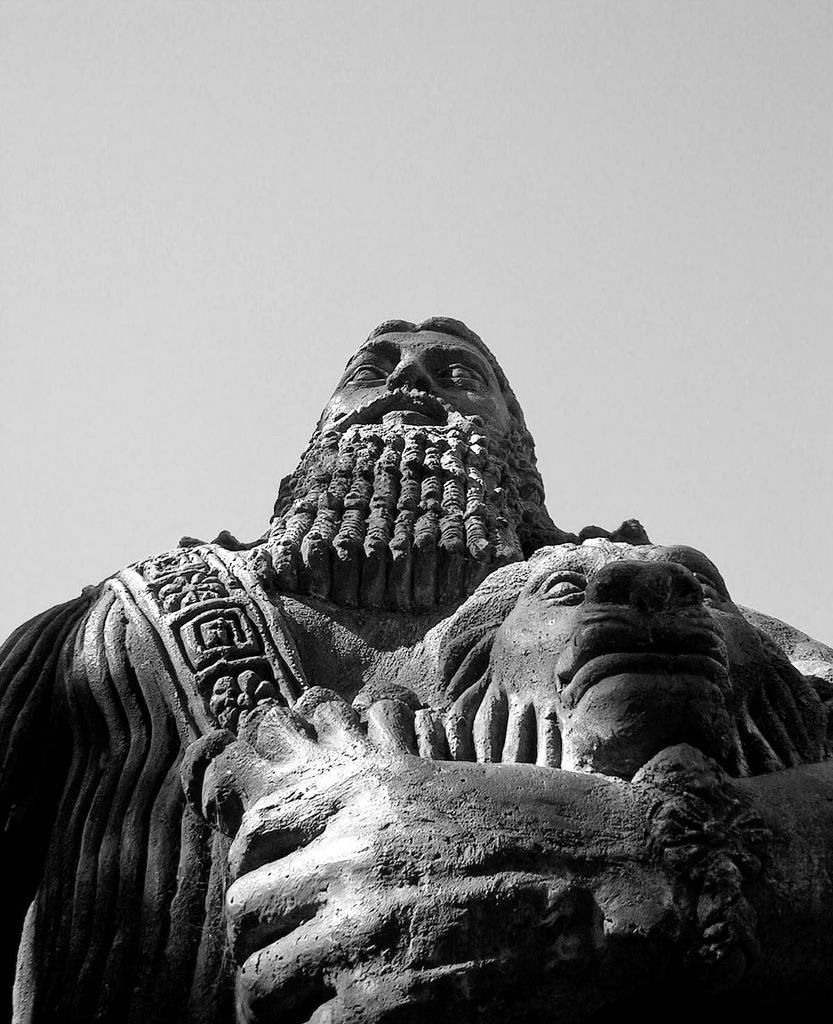
Gilgamesh, protagonista de una de las más famosas epopeyas de la antigüedad

Gilgamesh fue un personaje en parte histórico y en parte mitológico. La Epopeya de Gilgamesh narra la historia del rey Gilgamesh de Uruk, dos tercios dios, un tercio humano. Este rey fue un gran conquistador pero también un gobernante opresor, razón por la que los dioses enviaron al gigante Enkidu para detenerlo en su tiranía. Después de un enfrentamiento inicial, Enkidu y Gilgamesh se hicieron amigos. En una de sus aventuras juntos, Enkidu y Gilgamesh se enfrentan al Toro de los Cielos, enviado por la diosa sumeria Innana como castigo por una ofensa. Enkidu consigue derrotar el monstruo, lo que no impide que sea maldecido y muerto por los poderes de Innana. Gilgamesh, aterrado ante la muerte, se embarca en un viaje en búsqueda de la inmortalidad. Ziusudra (Utnapishtim), superviviente del episodio del diluvio, advierte a Gilgamesh de que sólo podría hacerse inmortal después de encontrar la planta de la vida y, aunque Gilgamesh acabó consiguiendo la planta, al final se la roba una serpiente, haciendo la jornada del rey de Uruk una empresa vana.

### El mundo de los Muertos
Los sumerios creían en la vida posmuerte. En la mitología sumeria, los muertos eran enviados a un mundo subterráneo del cual no había retorno. Los vivos reverenciaban a los muertos pues creían que así garantizarían la buena marcha de las cosas en el mundo de los vivos. No existía concepción del juicio post-muerte entre los mesopotámicos. Se creía que el «espíritu» de los muertos atravesaba un río hasta el «sombrío» mundo de los muertos, donde permanecería por la eternidad. Esa visión era muy semejante a aquella que los antiguos hebreos reprodujeron por mucho tiempo, en la cual los hombres muertos eran encaminados hacia el Sheol, una especie de submundo sombrío. En ambas, no hay juicio y la vida en la tierra es más valorada que la vida postmuerte, donde no se hace distinción entre un «cielo» y un «infierno», o una eternidad de desgracia y otra paradisíaca.

### Metalurgia
Una de las principales innovaciones del período sumerio fue el descubrimiento del bronce. Alrededor de 4000 a. C. los sumerios ya habían dominado la técnica de la fundición y ya conocían el cobre. Alrededor de 3000 a. C. descubrieron que la aleación de cobre con estaño y arsénico permitía producir bronce. Por ese motivo, los arqueólogos aún denominan este período como "Edad del Bronce". El oro y la plata también eran manipulados por los especialistas y parece que el cobre era importado debido a su escasez.

### Edubba
Edubba, traducida como "casa de las tablas", era una institución creada para educar los hijos de los abastados y los escribas en las artes y conocimientos sumerios. En la edubba, los futuros operarios del palacio aprendían a leer, a escribir, matemáticas, biología y dibujo. En estas instituciones los alumnos debían comportarse de manera ejemplar, si no podrían sufrir castigos físicos. La presencia de mujeres en estas escuelas era limitada, aunque algunas hijas de familias importantes llegaron a frecuentarlas. En la edubba se preservaban tablas y documentos de literatura sumeria. Se conserva un texto de cómo un padre invita al maestro de su hijo, que no alcanzaba el nivel, a cenar y recibir numerosas palabras agradables y un anillo de plata, siendo testimonio del primer "peloteo" conocido de la Historia .

### Matemáticas y calendario
Los sumerios también realizaron importantes avances en el campo de las matemáticas. Su sistema numérico estaba basado en el número 60. Los primeros registros matemáticos de Sumeria tenían como objetivo regular los negocios del palacio, principalmente en lo que concierne a las transacciones comerciales. El calendario mesopotámico estaba dividido en 12 meses lunares, de 29 o 30 días cada uno. Un mes extra podía ser añadido al calendario para mantener paralelos el año lunar y el solar. El año se iniciaba después de la época de la cosecha, entre septiembre y octubre de nuestro calendario. Así como los antiguos hebreos, los sumerios databan sus años contando a partir del año cero de un reinado, por ejemplo, "séptimo año de Nabucodonosor". Los sumerios diferenciaban solo dos estaciones: emesh (verano, en el comienzo de nuestro año) y enten (invierno, en el comienzo del año sumerio, con la llegada de las lluvias y las cosechas).

### La Rueda

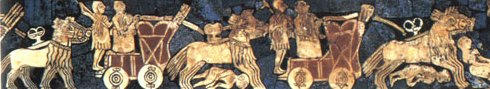
Relieve de los primeros carros en el Estandarte de Ur, hacia el 2500 a. C.

La invención de la rueda, ocurrida en diferentes lugares del mundo y en diferentes épocas independientemente del contacto entre los pueblos, aconteció por primera vez en Sumeria. La rueda de cerámica ya estaba en uso en el período de Uruk antes de ser empleada para los medios de transporte, alrededor del último siglo del 4.º milenio a. C. Los arqueólogos encontraron restos de carruajes enterrados en la región de la antigua Sumeria, usados probablemente para transportar bienes materiales. Posteriormente los vehículos con ruedas se emplearon también para hacer la guerra. La invención de la rueda es particularmente importante en tanto que permitió a los antiguos ampliar el número de bienes transportados.

## Imperio Acadio (2350-2160a.C.)

Mapa de la extensión del Imperio acadio con las conquistas de Sargón y las principales revueltas posteriores. Los ciento cincuenta años de dominio acadio dejarán un profundo recuerdo en la mentalidad mesopotámica, que, en los siglos posteriores, será la cuna de grandes imperios sucesivos, para cuyos monarcas, Sargón y su nieto, Naram-Sin, se convertirán en los modelos arquetípicos de emperador. Sobre el primero se proyectarán las virtudes a seguir, convirtiéndole en mito; sobre el segundo, el antimodelo del imperio agotado en sofocar rebeliones.

### Sargón, el Grande

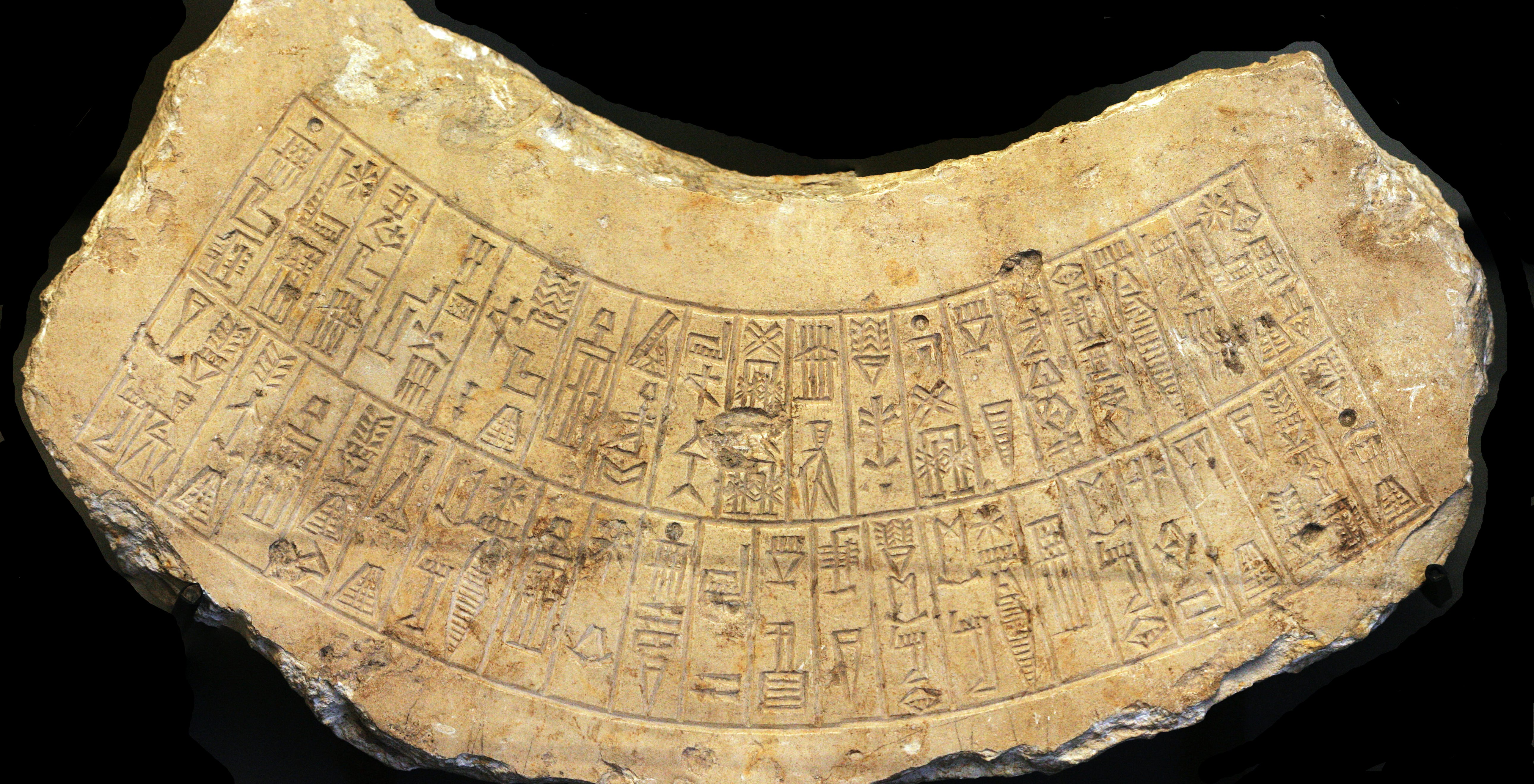
Inscripción acadia.

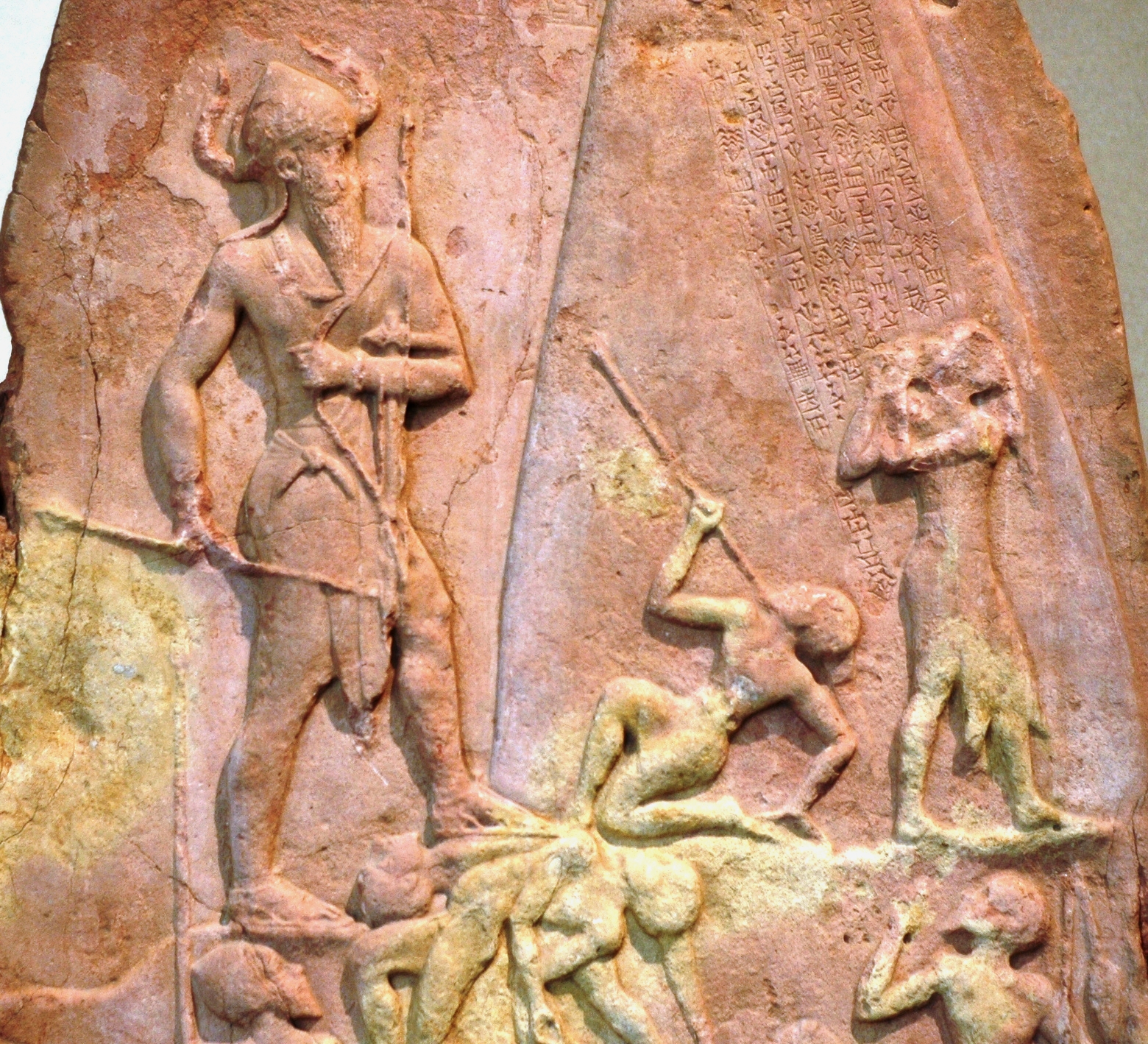
La estela de Naram-Sin conmemora la victoria del monarca acadio contra el pueblo de los lullubi de los montes Zagros. La imagen representa a un rey casi mitológico, del doble del tamaño de sus soldados. En este grabado se observa una estilización de las figuras humanas con respecto a las representadas en la estela de los buitres.

En el año de 2350 a. C., Sumeria pasa por primera vez a ser controlada por una dinastía acadiana, o sea, una dinastía de origen semítico. Los textos antiguos cuentan cómo un hombre de habilidades extraordinarias, Sargón I de Acadia, conquistó y gobernó el territorio sumerio. Se cree hoy que los acadios eran pueblos venidos del norte (de donde viene el nombre de Acadia para el norte de Mesopotamia). Sargón derrotó al rey Lugalzagesi y lo mantuvo enjaulado en la ciudad sagrada de Nipur, donde el rey depuesto pasaría por las mayores humillaciones. Las leyendas mesopotámicas cuentan que Sargón había sido colocado por su madre dentro de un cesto flotando sobre el río Éufrates cuando era bebé, siendo luego encontrado por un granjero, que lo crio. No se sabe cómo se dio su ascenso político pero parece que fue camarero dentro del palacio de la monarquía en Kish, el rey le mandó enviar una nota a otro rey pidiendo poco antes de derrotar el rey de Una.
Tras derrotar a Lugalzagesi, Sargón consiguió derrotar a los elamitas y también a los pueblos de una región de Asiria. En esa época, Mesopotamia estableció redes de cambio con la civilización del Valle de Indo, Egipto y Anatolia. Sargón fundó la ciudad de Agadé, una importante joya del imperio, todavía sin encontrar por los arqueólogos. Pese a que es probable que esta unidad fuese más teórica que real, la figura de Sargón fue un referente constante para los monarcas que, posteriormente, tratarían de repetir su hazaña. De hecho, en épocas posteriores se le conoció como Sargón el Grande.
Durante esta época las ciudades estaban unificadas y seguían teniendo sus Ensi y Lugal pero eran enviados del emperador, por lo que no había tanta autonomía política. Esos enviados eran hablantes del acadio y con el tiempo el acadio sustituyó al sumerio en las inscripciones cuneiformes. También estandarizó pesos y medidas y construyó un importante templo en homenaje al dios Enlil en Nipur.
Sin embargo, su reinado y el de sus sucesores no estuvieron exentos de problemas ya que poco antes de su muerte sufriría una revolución general en las ciudades conquistadas. Este clima continuó tras su muerte, con el reinado de su hijo Rimush, quien se enfrentó con dureza a los rebeldes y finalmente fue asesinado y sucedido por su hermano —también hijo de Sargón— Manishutusu. El nuevo monarca no tuvo un reinado más tranquilo que el de su antecesor, ya que igualmente tuvo que lidiar contra rebeldes e igualmente murió asesinado. Pese a estas dificultades, durante el reinado de su hijo y sucesor, Naram-Sin, el imperio alcanzó su máxima extensión territorial: en los límites occidentales incorporó las regiones de Alepo, en la actual Siria, y el entorno de Trípoli, en la costa mediterránea cananea del actual Líbano; en los orientales conquistó Susa y en el norte se expandió por Anatolia.

### Naram-Sin
El nieto de Sargón, Naram-Sin, que gobernó alrededor de 2250 a. C., fue una importante figura política para la historia de Mesopotamia. Aparentemente, este gobernador exigió ser tratado como un dios vivo, llamándose a sí mismo "dios de Acadia", incluso en un escrito encuentra cómo colar en su título 14 veces la palabra 'rey', pero se resume en "Rey De las Cuatro Esquinas del Mundo". La "Estela de Naram-Sin", expuesta en el Museo de Louvre, muestra cómo este rey fue deificado, una vez su imagen se destaca en relación con la de los dioses, algo que no ocurrió en el período dinástico antiguo. Naram-Sin expandió el dominio y comercio del Imperio Acadio hacia la región de la actual Siria, habiendo conquistado la ciudad de Ebla. Su gobierno permitió la amalgamación entre las instituciones del templo y del palacio.

## Período de los gutis (2150-2100a.C.)

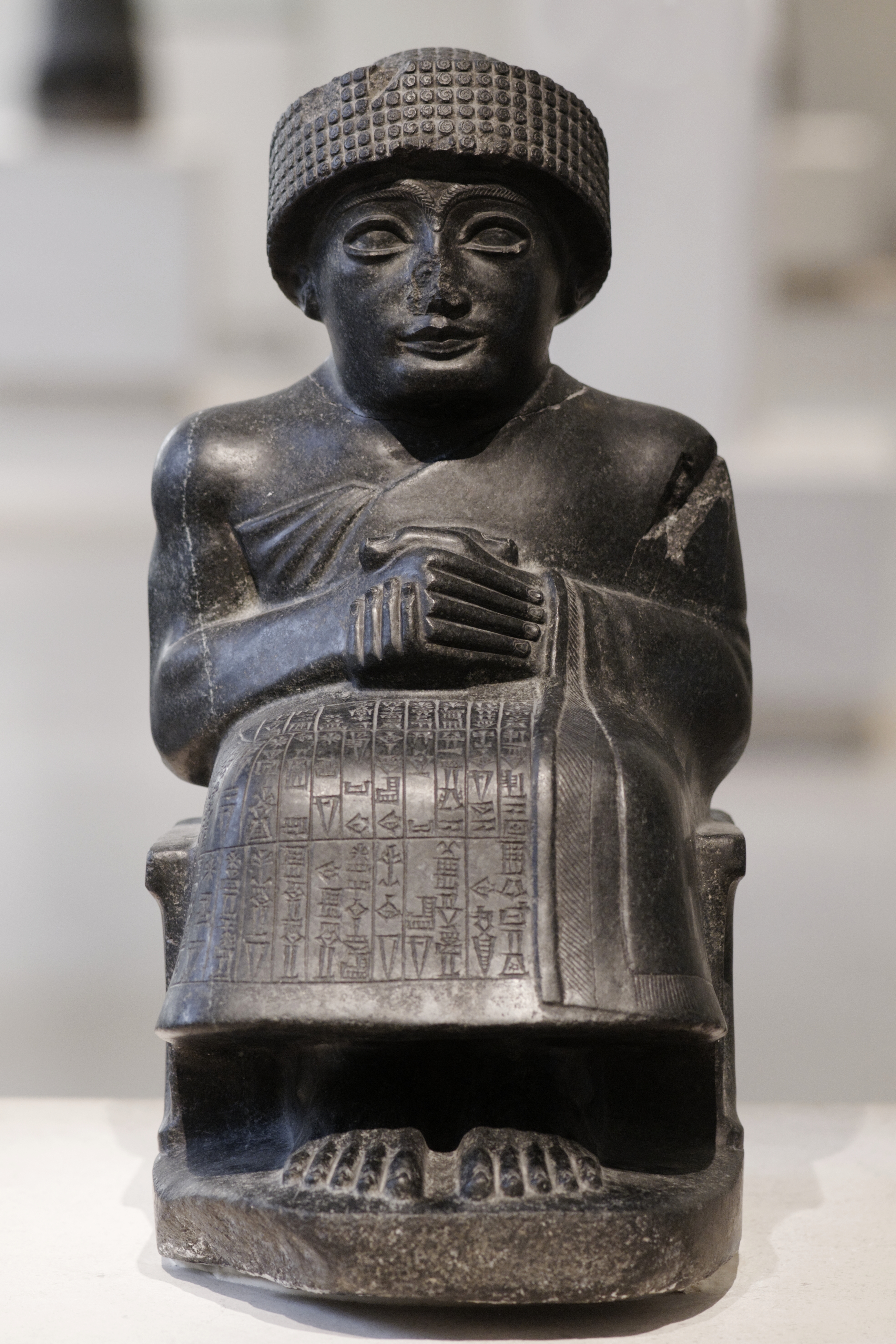
Figura de Gudea, patesi o gobernador de Lagash, en el Museo del Louvre. La figura está realizada en diorita, un duro material que las ciudades importaban del valle del Indo, situado a unos 2000 km al oriente de Mesopotamia.

El pueblo sobre el cual Naram-Sin obtuvo la victoria en la época en que fue grabada su famosa estela, pero cometieron el gran sacrilegio de saquearles el templo de Enlil, sagrado para los gutis y lullubis, llegando como venganza (o castigo divino de Innana según su mitología) los nómadas a dejar en jaque mate al antiguo Imperio Acadio. Las disputas internas, las revueltas regionales (incluyendo la liberación de Elam) y los ataques de estos invasores de la cordillera de Zagros culminó con la derrota del último monarca acadiano, Ur-Utu, hijo de Sharkalisharri, alrededor del año 2150 a. C. El control de los gutis fue limitado, y la ciudad de Lagash, por ejemplo, parece haber permanecido independiente durante ese período, así como la ciudad de Uruk. La II Dinastía de Lagash empezó con el ensi Urbaba el cual nombró a su hija Enanepeda como sacerdotisa del templo de Nanar en Ur, lo que significa que gobernaba por esa región. Se sucedió el gobernador Gudea de Lagash, uno de los más importantes líderes políticos de ese período, habiendo sido intensivamente alabado por sus súbditos en la literatura de la época.

### Gudea de Lagash
El revolucionario Gudea de Lagash era un pacífico hombre que prefería construir a destruir, no aceptaba el título de rey (Lugal), preferiblemente llamaba a sí aún de "patesi" (ensi), un cargo de gobernante político-religioso más humilde. Además de construir cosas como pantanos, este gobernante se destacó en la estatuaria del período neosumerio, una vez que 30 piezas representándolo fueron encontradas en la Antigua Mesopotamia. Se pueden ver hoy en museos como el Louvre y el de Glyptotek.

## III Dinastía de Ur (2110-2000a.C.)
Pero a los gutis les volvió la vena guerrillera y con el tiempo, alrededor del año 2110 a. C. el rey de Uruk, Utu-Hegal, acabó por derrotar y expulsar a los gutis del territorio céntrico mesopotámico. Su gobierno duró poco e inmediatamente fue destronado por Ur-Nammu, gobernador de Ur, que en breve reunificaría gran parte del territorio sumerio y restauraría el poderío de tiempos pasados.

### Ur-Nammu
Ur-Nammu, gobernador de Ur, ahora capital, con cientos de miles de habitantes, fundó la última dinastía de Ur, con unos 250 000 habitantes, que reinaría sobre parte de Mesopotamia. La lengua oficial volvió a ser el sumerio, las artes y la literatura volvieron a ser estimuladas por el gobierno y las conquistas militares se multiplicaron. El gran zigurat de Ur fue construido bajo la orden de Ur-Nammu. También engrandeció el templo de Enlil,  aquel saqueado en el pasado por Naram-Sim. Este gobernante fue considerado como un brillante estratega y líder político, que además de correo y crear escuelas, trajo la ley, pues hizo lo que parece ser el primer código de leyes de la historia.

#### Código de Ur-Nammu
Buena parte de la comunidad académica se muestra reticente hoy a denominar por "código de ley" el género de documento legal producido en la Antigua Mesopotamia. El código de Ur-Nammu, por ejemplo, no era exactamente un conjunto de leyes hecho para regular todas las actividades de los hombres, sino un conjunto de sentencias con el objetivo de regular casos excepcionales. Ese rey promulgó el primer documento de este tipo en la Historia, cuyo texto llegó a nosotros por medio de una copia tardía. El «código» habla sobre crímenes tales como fuga de esclavos, adulterio y falso testimonio, que eran castigados en su mayoría por multas.

## La caída de Ur (2000-1800a.C.)
El período que va de 2000 a. C. hasta 1800 a. C. es un período de desagregación política, en el cual el dominio de Ur se disuelve rápidamente frente a las invasiones de los pueblos Amurru (amoritas en la Biblia), que penetraron en Mesopotamia por el oeste. Para conseguir alianza con Elam, Shulgi casa a su hija con el ensi de Larsa, pero no les fue muy bien pues acabaron también atacados por incursiones elamitas en el Este, además de sufrir una bajada de la producción agrícola. La derrota de la última dinastía sumeria culmina con el aislamiento y destrucción de la ciudad de Ur a mano del poder elamita. Con Amar-Sin hubo paz, con Shu-Sin no tanta, pero con Ibbi-Sin el caos, las rebeliones internas e invasiones amorreas lo llevan a ser apresado y humillado por sus captores. En esa época el Sur mesopotámico quedó bajo influencia de los elamitas, irradiada por la ciudad de Larsa, mientras que el norte pasó a dominio babilónico, los antiguos amoritas.

## Imperio Paleobabilónico (1800-1590a.C.)

### Hammurabi (1792-1750a.C.)

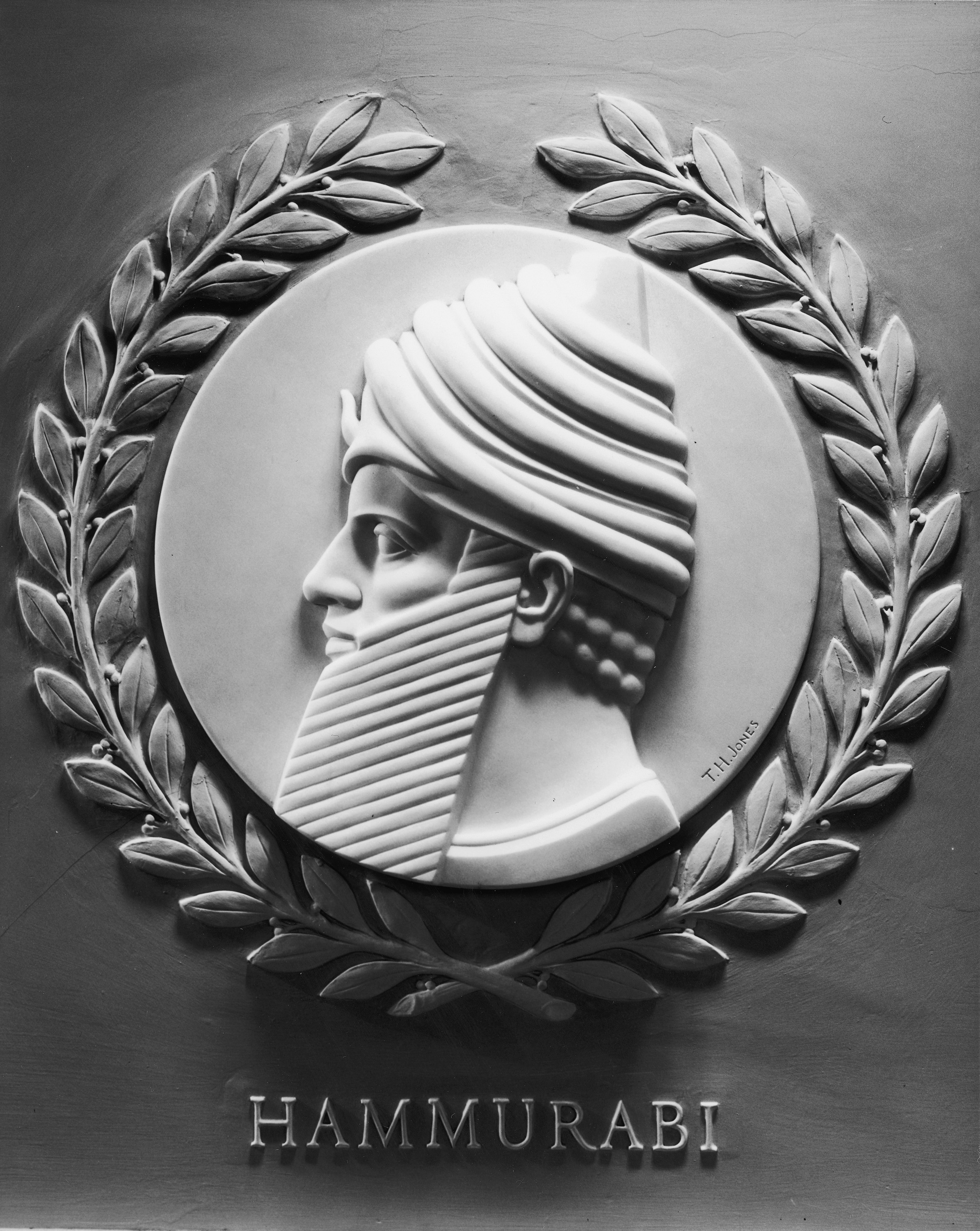
Medallón de mármol con el rostro de Hammurabi en la Cámara de Representantes en el Capitolio de los Estados Unidos.

Los pueblos amoritas (de origen semita) que llegaban para ocupar la región desde el golfo Pérsico hasta el Mediterráneo fundaron nuevas dinastías en las antiguas ciudades-estado sumerio-acadias. El Imperio paleobabilónico fue uno de los numerosos reinos establecidos en Mesopotamia por esta época. El sexto rey babilonio, el famoso Hammurabi, conquistó Larsa, la capital de los elamitas en el sur, y aniquiló la ciudad de Mari, entonces un importante centro cultural y político mesopotámico, reconstruyendo así un imperio al modo de aquel gobernado por Sargón de la Acad, el conquistador, años atrás. La antigua región llamada Sumeria o Acadia pasó, luego, a ser denominada por Babilonia. La lengua sumeria continuó siendo utilizada para los registros escritos, pero no fue más hablada por esa época. El Imperio Babilónico no duró mucho después de la muerte de Hammurabi, que fue un brillante estratega; sin embargo, la ciudad de Babilonia, cuyos orígenes permanecen oscuros, continuó siendo un importante centro cultural mesopotámico en años posteriores. Recibieron avances en la lengua, en la literatura, en la copia por parte de los escribas de libros de matemáticas, astronomía y diccionarios sumerios. Crean las edubas, que eran centros de saber y cultura donde instruían a los escribas. También construyeron templos y palacios, como el Complejo de la Ciudad de Mari, el Palacio de Uruk, el Templo de Ishtar-Kititum o el Templo y Zigurat de Rimah. Hubo operaciones como cesáreas, trepanaciones, operaciones de cataratas, y apartaban a enfermos. Gracias a ellos tenemos el mes dividido en cuatro semanas.

#### El código de Hammurabi

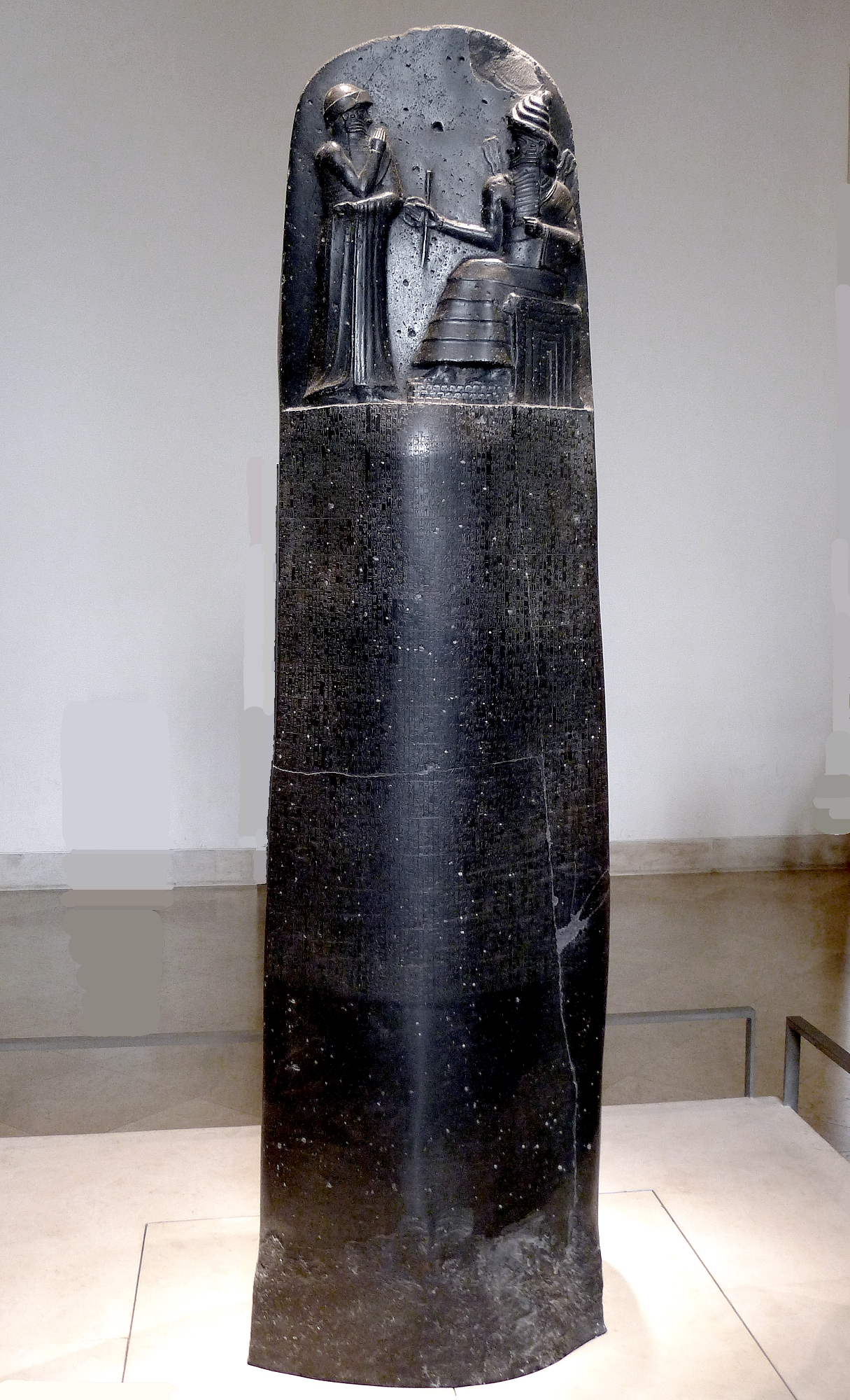
Estela del código de Hammurabi expuesta en el Museo del Louvre.

El código de Hammurabi es aún menos un código de leyes que aquel de Ur-Nammu. El documento es, en verdad, una serie de 282 decisiones reales para resolver casos excepcionales.
La estela más conocida en la cual se encuentra el texto del código fue encontrada en el suroeste de Irán, llevada por los elamitas miles de años atrás, y hoy está expuesta en el Museo del Louvre. Como si hubiera sido aprobada por los dioses, la estela de forma fálica representa a Hammurabi homenajeando una deidad, normalmente identificada como el dios del sol, Shamash (Utu, en sumerio), a veces también identificada como el dios nacional de Babilonia, Marduk. El prólogo del documento alaba al rey Hammurabi por sus habilidades políticas y cualidades justicieras como el hombre que evita que el fuerte oprima al débil, mientras que el texto presenta resoluciones para por lo menos trescientas causas jurídicas. Entre los temas abordados están la propiedad, los esclavos, el divorcio y el comercio. Muerte y mutilación eran castigos comunes reservados a los peores delitos, como incesto, bigamia, adulterio y brujería. Esas penas variaban en consonancia con la condición social del acusado (los nobles, por ejemplo, tenían la mayor compensación por injurias y sin embargo tenían las más pesadas multas por ofensas). Aquí nació la expresión ojo por ojo y la presunción de inocencia.

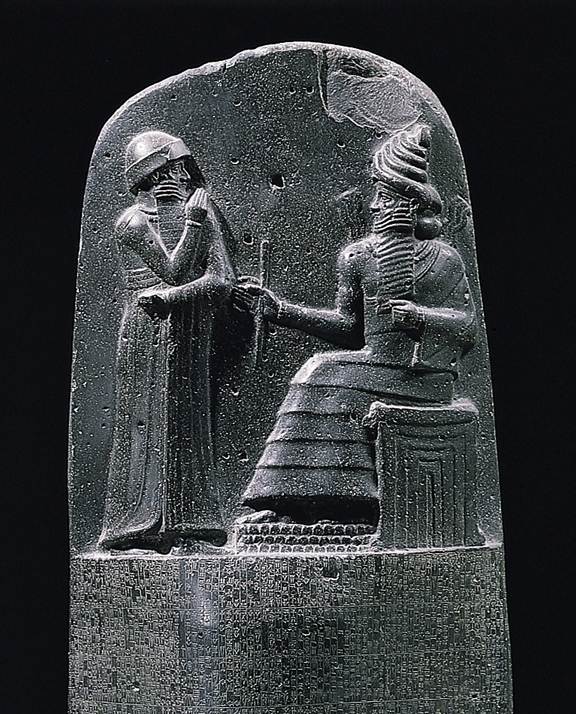
Remate superior de la estela Código de Hammurabi. Hammurabi (de pie) es representado en el momento que recibe sus insignias reales de manos de Šamaš, dios del sol y la justicia. El rey babilonio tiene una mano sobre su boca en señal de oración

### División de la sociedad
Aunque la mentalidad babilónica operara con tipos diferentes de ordenamientos sociales, actuando en niveles y escalas diferentes, los arqueólogos e historiadores enfatizan una determinada concepción de sociedad encontrada en los documentos cuneiformes. El código de Hammurabi oferta la mejor imagen de esa concepción de sociedad, que estaba dividida. 
El primer grupo, awilum, cercado de privilegios, era compuesto por los comandantes militares, oficiales del palacio, sacerdotes y señores de tierras. Para el comercio interno existía el tamkarum, que negociaría con los prisioneros de guerra y era considerado también banquero (sin monedas), mercader y prestamista. Las naditu eran sacerdotisas que realizaban numerosos negocios. Ellas vivían y trabajaban en el claustro, aunque tenían sus propias riquezas. 
La segunda "clase" de personas, mushkenum, incluía la mayoría de los habitantes de Babilonia: pequeños propietarios, comerciantes, artesanos, siervos, subalternos y semilibres. Los redum eran campesinos que fuera de época de cosecha se dedicaban a la vigilancia o a la guerra.
Finalmente tenemos los esclavos, hombres hechos propiedad de otros sea por débito (los wardu, que tenían algunos derechos) o por haber sido hechos prisioneros de guerra (los asiru, que no tenían ningún derecho). Su condición de vida variaba; ellos podían adquirir libertad con el consentimiento del amo.

### Religión Amorita
Marduk era un dios poco importante de origen amorita que, con la integración de estos pueblos al mundo mesopotámico, se agregó al antiguo panteón sumerio-acadio. Su ascenso al nivel de deidad principal de la religión mesopotámica ocurre con el tiempo, después de la fundación del reino babilónico, y se intensifica con el reinado de Hammurabi. En el período de Hammurabi, este dios continúa siendo una divinidad local pero posteriormente su culto es difundido por toda Mesopotamia.
Durante el período babilónico, los viejos dioses (An, Enlil y Ea o Enki) pierden la importancia que detenían anteriormente. Ishtar, Shamash y, claro, Marduk, se hacen céntricos en los cultos de ese período.

#### El Enuma Elish
Tras la Epopeya de Gilgamesh, el Enuma Elish es la pieza literaria más conocida de la antigua Mesopotamia. Se ignora quién fue el autor (o autores) de esta composición literaria. Su nombre babilónico (Enuma Elish) es derivado de las primeras palabras del texto, "cuando en lo alto", y ha sido rescatado por los historiadores y arqueólogos en oposición al antiguo título de "mito de la creación", por el cual fue inadecuadamente designado en los primeros años de la asiriología. No existe consenso en relación con la fecha de su publicación, aunque una teoría plantea que este poema se hizo durante el reinado de Nabucodonosor I (1124-1103 a. C.), cuando éste derrota a los elamitas y devuelve la estatua del dios Marduk a su antigua morada. El texto del Enuma Elish está dividido en siete partes, con un total de aproximadamente mil cien versos. El poema habla de la creación del mundo, de la creación de los dioses y de la creación de los hombres, pero su tema principal es el ascenso de Marduk sobre los otros dioses como soberano divino.
El poema cuenta cómo, en el principio, Tiamat y Apsu, respectivamente los principios del agua salada (mar) y del agua dulce mezclan sus aguas. Del interior de estos dos surgieron los primeros dioses, entre ellos Lakhmu y Lakhamu, Anshar y Kishar, Anu y Nudimmud (Ea). Estos dioses habían causado trastornos dentro de Tiamat y Apsu, de forma que Apsu, junto de su mensajero Mummu, decidió destruirlos. Nudimmud, sabiendo de los planes de Mummu y Apsu, los asesina, y con el corazón de Apsu hace nacer a Marduk, caracterizado como el más perfecto y sabio de todos los dioses. En las partes siguientes, la generación de dioses convence a Tiamat de castigar a la generación de dioses más viejos, con base en la ofensa de Nudimmud. De esta forma Tiamat, rabiosa, crea un ejército de monstruos y dragones para exterminar a los primeros dioses, sus hijos, y le entrega la tabla de los destinos (instrumento con el cual se controla los rumbos del universo) a Kingu, general de sus tropas de monstruos. Aterrados por los proyectos de Tiamat, los dioses de la primera generación deciden abdicar de su autoridad en favor de Marduk, que se compromete a destituir a Kingu y derrotar a Tiamat, probando así su coraje y fuerza. Marduk destruye a Tiamat y usa el cuerpo de ésta para crear las partes del universo. Con el sacrificio de Kingu, son creados los hombres (llamados en el poema de "cabezas negras"), trabajo de Nudimmud (Ea). Los otros dioses revoltosos son destruidos por Marduk, elevado al nivel de soberano supremo entre las divindades por sus proezas. Marduk también rescata la tabla de los destinos y recibe cincuenta títulos especiales, haciéndose así el más poderoso de los dioses.

##### El Enuma Elish y su significado político
La mayor parte de la comunidad académica afirma que la historia contada en el Enuma Elish, esto es, en el ascenso de Marduk, está conectada al crecimiento del Imperio Babilónico antiguo y su fortalecimiento político. Algunos dicen que, por el contrario, la redacción del mito se debe a la atenuación política y a la necesidad de autoafirmación en períodos de crisis. Una opinión corriente es la de que el estilo de gobierno representando por la monarquía de Marduk es un reflejo de la plantilla imperial de gobierno de la Babilonia antigua. En consonancia con otras interpretaciones del Enuma Elish, el mito retrataría una transición del gobierno "democrático" primitivo a un gobierno monárquico, una vez que el consejo de los dioses de la primera generación es sustituido, a partir de un acuerdo, por el gobierno autárquico de Marduk.

##### El Enuma Elish y su significado religioso
Algunos historiadores creen que el mito revela una tendencia al monoteísmo, una vez que Marduk es colocado por encima de los otros dioses. No obstante, el ascenso de Marduk parece depender justamente de esos dioses más pequeños, o sea, del politeísmo, para ser verificada.
Mircea Eliade, un célebre estudioso de la historia de las religiones, creyó ver en el universo del Enuma Elish una naturaleza dual: constituido por el cuerpo de Tiamat (demoníaco) y por el trabajo de Marduk (divino). La misma sería aplicable a los hombres, que fueron creados por la substancia demoníaca de Kingu y por la obra divina de Ea. Para Eliade, la "primordialidad" en sí era tenida como fuente de creaciones negativas.

##### El Enuma Elish y el Génesis
"Amasaré la sangre y haré que haya huesos. Crearé una criatura amable, 'hombre' se llamará.
Tendrá que estar al servicio de los demás, para que ellos vivan con cuidado."
Por ser un poema cosmogónico y antropogónico, el Enuma Elish fue comparado varias veces con libro del Génesis. Eso se debe a que la Biblia, en los primeros años de la asiriologia, tenía una importancia exagerada por parte de los investigadores. De hecho, podemos establecer ciertos paralelismos entre el libro del Génesis y el Enuma Elish, pues ambos son hijos de un mismo universo cultural. Pero las diferencias entre los dos también son sustanciales.
Tanto en el Génesis como en el Enuma Elish el agua aparece como sustancia primordial (Génesis 1:2). El caos original es descrito de forma semejante en ambos textos. Sin embargo, mientras que en el Génesis solo hay un dios creador, en el Enuma Elish los dioses van siendo creados de este caos primordial. Elohim (Dios), así como Mardek, se vale de la palabra en la cosmogonía bíblica (Génesis 1:3). Elohim (Dios) crea el cielo, en el mismo orden que Marduk. En ambos textos, el cielo es una bóveda en la cual reside el agua celeste. Elohim y Marduk crean el Sol, la Luna y las estrellas en la misma secuencia (Génesis 1:16). Después son creadas las plantas, del mismo modo en el Génesis y en el Enuma Elish (Génesis 1:12). El Génesis trae el pasaje "Y dijo Dios: Hagamos el hombre a nuestra imagen", mientras el Enuma Elish trae el pasaje "Yo crearé algo original cuyo nombre será hombre". En el Génesis, el hombre y la mujer son creados para cultivar el paraíso; en el Enuma Elish, para estar a servicio de los dioses. Al final de la creación, los dioses descansan, así como Elohim.
En el resto de la Biblia hebraica se puede percibir que los hebreos atribuían a Iahweh (Dios) hechos concretos de Marduk. En Job 7, 12, por ejemplo, resuenan imágenes del mito babilónico ("Soy yo el mar, o un monstruo marino, para que me pongas una guardia?"). El tema del combate a un monstruo primordial, caracterizado como el "mar" o las "aguas", o aún como un monstruo mitológico primordial (Leviatán), aparece en Job 3, 8; 9, 13; 26, 12; 40, 25; en Salmos 65, 8; 74, 13-14; 77, 17; etc.

##### El Enuma Elish y la ciudad de Babilonia
En el Enuma Elish la creación de la ciudad de Babilonia es atribuida al dios Marduk. Esta ciudad habría sido construida por el dios supremo como vivienda para los dioses. Su existencia es anterior a la creación de los hombres, en consonancia con el poema.

## Período de segregación (1590-1000a.C.)
Después de la muerte de Hammurabi, posiblemente sobre 1750 a. C., unos pueblos de origen casita comenzaron a invadir la región de Babilonia. Estos pueblos, cuya lengua no puede ser asociada a ningún otro grupo lingüístico y cuyos orígenes continúan siendo un enigma, fundaron nuevas dinastías reinantes en el sur de Mesopotamia y allí estuvieron instalados durante muchos años hasta su expulsión por parte de los elamitas años más tarde. Mientras, unos pueblos indoeuropeos empezaron a adentrarse en el territorio mesopotámico por Anatolia. Uno de estos pueblos fueron los hititas, originarios del sudeste europeo, en el margen superior del mar Negro, formando un poderoso imperio en Mesopotamia, pero que fue destruido alrededor del año 1180 a. C. Los reinos hurritas, formados también por nuevos invasores, se unificaron en una unidad política conocida como el Reino de Mitani (1550-1350 a. C.), que influenció la situación política de Mesopotamia en los siglos venideros. Egipto, que en esa época transitaba hacia el período del Nuevo Imperio, sería otra influyente fuerza política dominando la historia de Mesopotamia durante ese período. Sin embargo, será Asiria quien tome el papel de nueva señora de Oriente Próximo tras su fortalecimiento político en esos años de segregación.

### Babilonia casita (1590-1160a.C.)

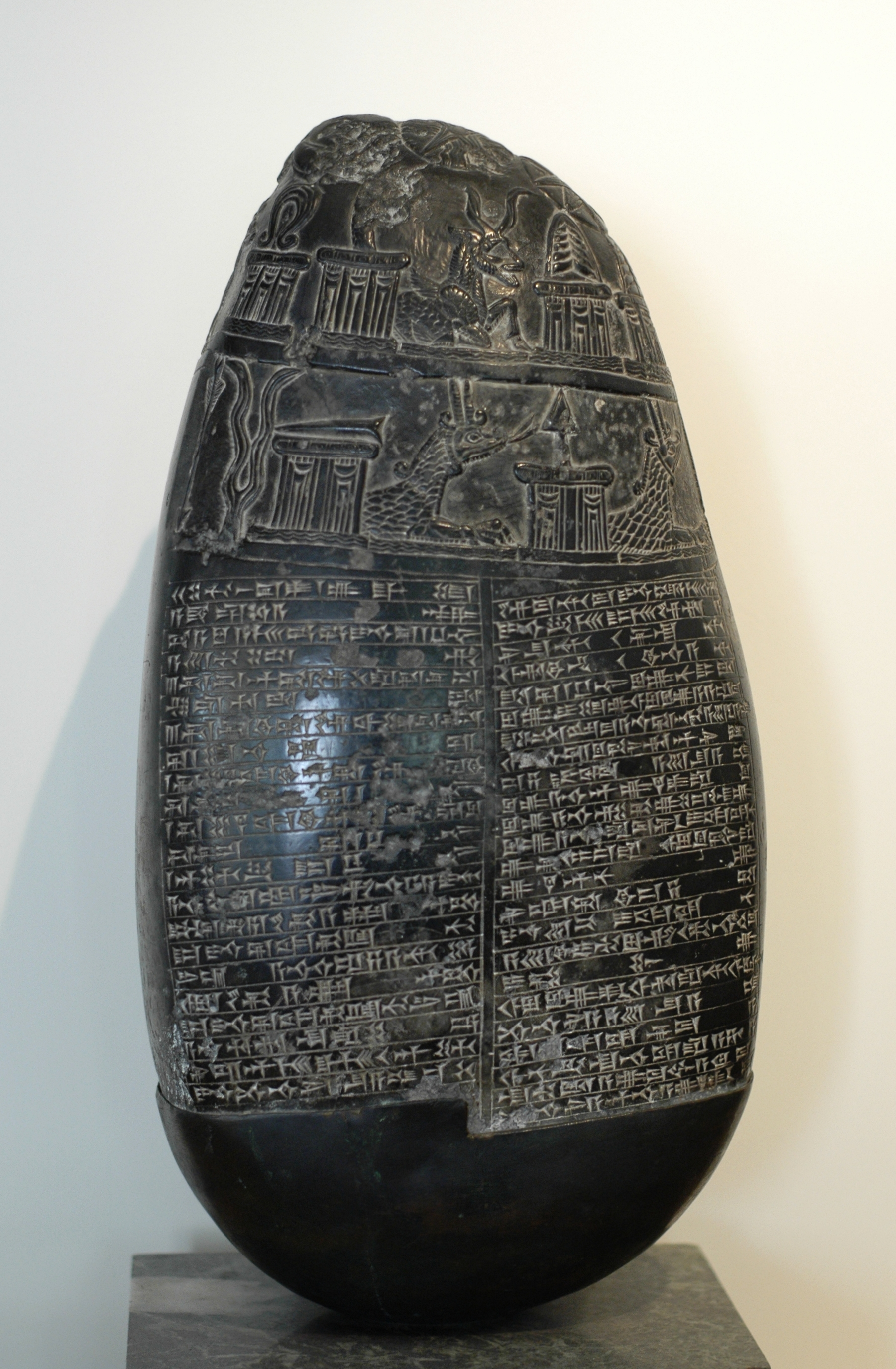
La piedra Michaux es un kudurru perteneciente al período de la dominación casita de Babilonia. Está escrito en lengua acadia mediante símbolos cuneiformes. Descubierta en 1782 por el botánico francés Michaux, fue el primer testimonio de la civilización mesopotámica que llegó a la Europa moderna.

Después de la muerte de Hammurabi (alrededor del año 1750 a. C.), unas revueltas e insurgencias explotaron en el reino babilónico, haciéndolo particularmente vulnerable a ataques externos. El sur del Imperio paleobabilónico pasó a estar bajo el control de una dinastía de rebeldes que crearon el País del Mar, mientras la región norte fue ocupada por casitas, pueblos provenientes de la región de la Cordillera de los Zagros, que sabían usar caballos y carros de combate. La ciudad de Babilonia, aún bajo dominio de los amoritas, fue invadida y ocupada por los hititas alrededor del año 1590 a. C., extinguiéndose de esa forma la dinastía de Hammurabi. Sin embargo, los ataques casitas presionaron a los hititas a dejar rápidamente la capital, y estos pueblos migrantes tomaron el tan destruido territorio céntrico y sur de la antigua Babilonia.
Durante los alrededor de 400 años de dominio casita, esos pueblos absorbieron rápidamente la cultura local, de forma que pocas de sus particularidades culturales pudieron ser identificadas. Los reyes tenían una autoridad limitada y su pueblo, después de la fijación, pasó, salvo por conflictos con los asirios, por una era de paz, pudiendo así reconstruir casitas. Cambiaron el nombre de Innana a Ishtar y en el templo de Gula crearon una especie de importante escuela de medicina. En cuanto al arte, pudimos conservar sus mojones, que eran los kudurru, los cuales servían como registro de la concesión de privilegios, propiedad o solución a una disputa. El dominio sobre Babilonia vio su fin sobre el año 1160 a. C., a la llegada de tropas elamitas invadiendo la región (aquí es cuando se llevan la estela de Hammurabi y la estatua de Marduk). Un breve restablecimiento ocurre con ayuda del emperador venido de Isín, Nabucodonosor I, que expulsará a los elamitas durante su reinado (1125-1104).

### Migración de los indoeuropeos (2000a.C.)
Los pueblos indoeuropeos comenzaron a migrar por Europa y Asia antes del año 2000 a. C. Entre ellos estaban los persas y medas, que ocuparon la región del actual Irán; los arios, que ocuparon el norte de la India, los hurritas y los hititas, que ocuparon la región de la Anatolia. Los hurritas penetraron por el noroeste de Mesopotamia y por el sudeste de Anatolia entre 1800-1550 a. C.

#### Hititas (2000-1180a.C.)

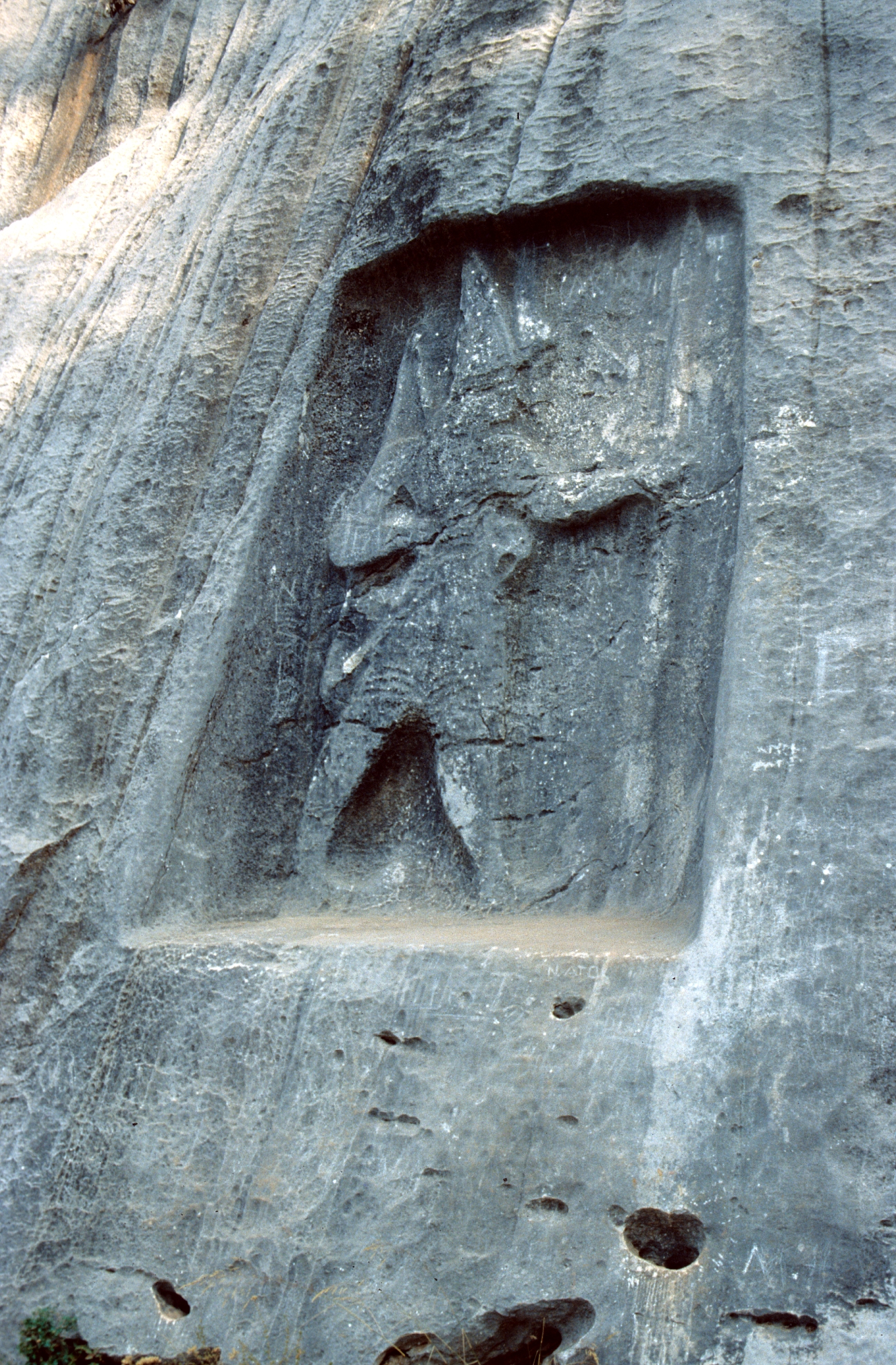
Relieve de rey hitita.

Ciertos pueblos de lengua indoeuropea ocuparon la región de Hatti, en Anatolia, donde pueblos de lengua no indoeuropea habitaban. Inmediatamente pasaron a ser denominados por hititas (cuyo nombre deriva de "Hatti"). Este pueblo se instaló como minoría gobernante en Hatti y, apropiándose de algunos conocimientos nativos, se organizó en ciudades-estados. El rey Hatusil I unificó los pueblos hititas alrededor del año 1 650 a. C. Entre 1650-1500 a. C. surgió una unidad política que los historiadores llaman el "Viejo Reino" hitita, sintetizado por los gobiernos de Hatusil I (1650-1620 a. C.) y Mursilis I (1620-1590 a. C.). Mursilis I capturó la ciudad de Babilonia en 1595 a. C. pero inmediatamente después fue asesinado por su cuñado, lo que llevó el reino a un largo período de inestabilidad (1590-1370 a. C.). Con el ascenso del rey Suppiluliumas I al trono cerca del año 1370 a. C., el reino hitita renace, en un período conocido como el "Nuevo Imperio" hitita. Durante esa época, los hititas aniquilaron los reinos de los hurritas y de Arzawa, extendiendo su imperio del mar Egeo a las montañas sirias. El año de 1274 tuvo lugar la famosa batalla de Qadesh entre hititas y egipcios, culminando con un tratado de paz entre las dos potencias. La caída final del Imperio Hitita ocurre con la llegada de los misteriosos "pueblos del mar" y el fortalecimiento asirio.

#### Reinos Hurritas (1550-1350a.C.)
A partir de 1550 a. C., este pueblo misterioso al que no se ha podido investigar demasiado, el hurrita, colocó toda la región entre el norte de Mesopotamia y la costa siria bajo un único dominio, el de Mitani. Ya sabía usar el hierro, lo que le dio una clara ventaja; consiguió someter Asiria al vasallaje y formó una coalición con Egipto durante el reinado de Tutmosis IV (1401-1391 a. C.). Alrededor de 1350 a. C., el rey hurrita Tushratta fue desafiado por la nobleza del reino, mientras Mitani sufría ataques de los pueblos hititas. Egipto, poderoso aliado, pasaba por turbulencias internas con el reinado de Akenatón. Todo eso desencadenó la caída del reino hurrita alrededor de ese mismo año. Los hurritas adoraban a dioses semejantes a aquellos de los hindúes védicos, como Mitra, Indra y Varuna.

#### Ugarit (1450-1200a.C.)

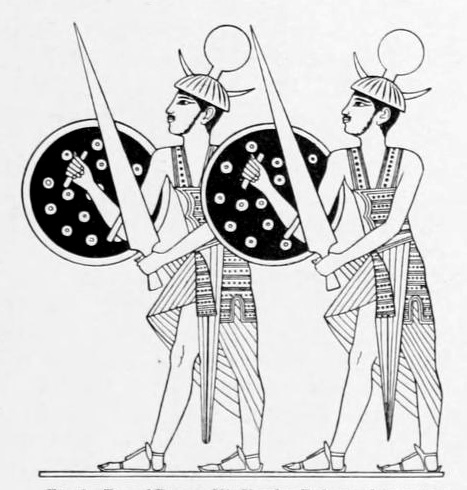
Guerreros de los Pueblos del Mar, Sherden.

Ugarit era un reino cananita que floreció alrededor del año 1450 a. C. Ese reino fue vasallo de los hurritas, de los egipcios y de los hititas y, por fin, fue destruido por los "pueblos del mar" (invasores que causaron turbulencias en Oriente Próximo por el siglo XIII a. C.). El pueblo de Ugarit tenía un alfabeto propio, grandes bibliotecas y palacios. Su cultura mantenía continuidad con tradiciones más antiguas de Canaán, ocupada desde antes del año 3500 a. C. El dios supremo del panteón cananita era El, el rey de los dioses, frecuentemente representado por un toro. Su compañera era la diosa madre Aserá. El hijo de Él era Baal, el dios de la fertilidad. La religión cananita fue profundamente influyente para las creencias hebraicas. Ugarit floreció por muchos años como un importante centro comercial.

#### Filisteos (1190-700a.C.)
Los Peleset, conocidos por su nombre bíblico de filisteos, era ellos uno de los grupos entre los llamados "pueblos del mar", que llegaron a Oriente Próximo. Su nombre (Peleset) dio origen al nombre de la actual región de la Palestina. Los filisteos estaban organizados en ciudades-estado como Asdode, Asquelom, Gaza, Ecrom y Gate, todas independientes. Se cree que los filisteos introdujeron las culturas del vino y la oliva en Oriente Próximo. Poco se sabe sobre su lengua, que a lo largo de los años fue sustituida por un dialecto cananita. Los filisteos entraron en conflicto con los hebreos, después con los egipcios, los asirios y los caldeos, habiendo desaparecido de los documentos alrededor del año 700 a. C.

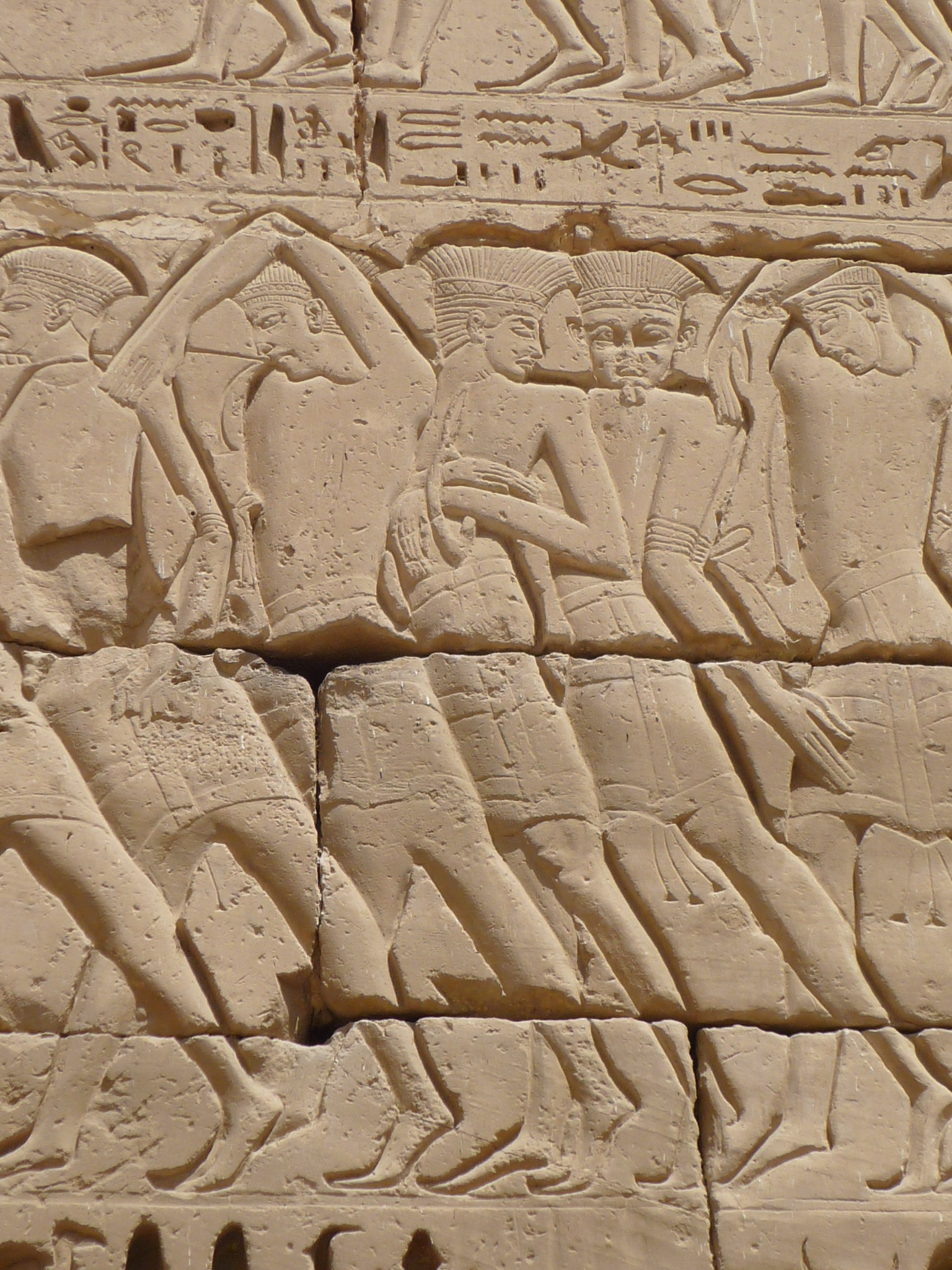
Filisteos (representación mural)

### Período Antiguo de Asiria (2300-2000a.C.)
Poco se sabe sobre los asirios antes de que estos asumieran definitivamente el control sobre la mayor parte de Oriente Próximo. Su nombre venía de la deidad Asur. El territorio asirio fue dominado por dinastías acadias y sumerias durante el Imperio de Sargón y la tercera dinastía de Ur. Esto explica la gran proximidad existente entre el universo cultural sumerio-acadio y asirio. La unidad política adoptada por los asirios era la ciudad-estado, una monarquía centrada en las dos principales ciudades de la región: Nínive y Asur.

### Surgimiento de Asiria (2000-1000a.C.)
El año 2000 a. C. coincide con la caída de la tercera dinastía de Ur y, consecuentemente, con el resurgimiento de Asiria como un reino autónomo. Esto permitió que los comerciantes asirios establecieran puestos comerciales en Anatolia, donde la circulación de bronce, oro y plata era intensa. Entre 1850-1650 a. C. Asiria quedó bajo dominio babilónico y, entre 1650-1350 a. C.,  fue un reino vasallo de los hurritas de Mitani. Debido a su posición geográfica, Asiria fue durante mucho tiempo escenario de guerras y eso tal vez contribuyó para que los habitantes nativos se transformaran en guerreros violentos. Alrededor de 1365 a. C., el rey asirio Ashur-uballit I derrotó al reino de Mitani y restauró la independencia asiria. La invasión de los pueblos del mar desestabilizó el antiguo escenario político de Mesopotamia, favoreciendo la toma de poder por parte de los asirios, que además aprendieron a usar el hierro, siendo así mucho más fuertes. Con el reinado de Tiglatpileser I (1115-1077 a. C.) extendieron sus dominios hasta parte de la costa mediterránea y en Babilonia venció a Nabucodonosor I. Sin embargo, no la consigue, pues el siglo siguiente sería de atenuación política, con las invasiones de los arameos, suteos e inestabilidad interna.

## Imperio Neoasirio (1000-605a.C.)

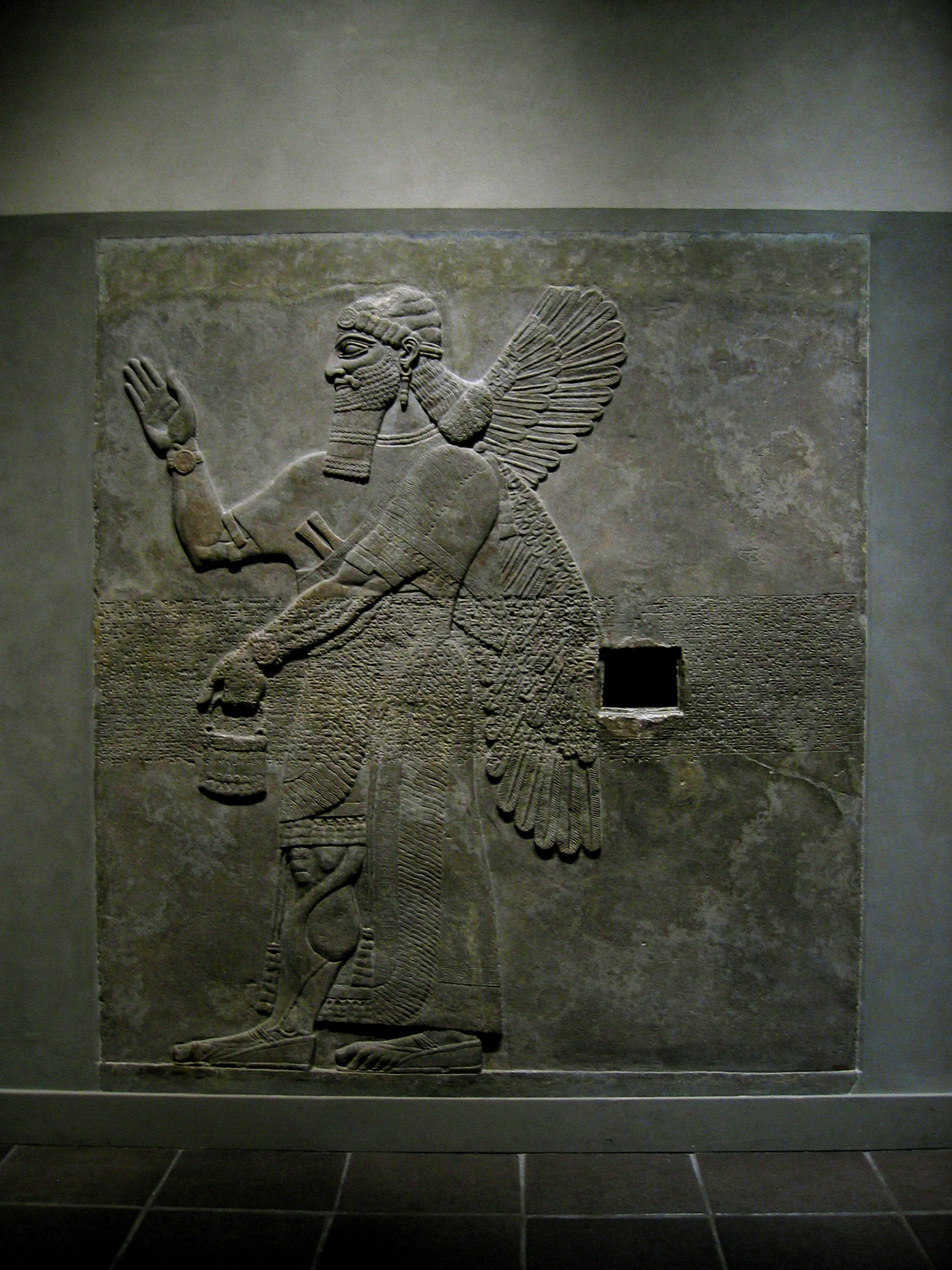
Relieve asirio.

Los asirios retoman su vigor conquistador después del año 900 a. C. El siglo anterior había sido testigo de la gradual atenuación de la potencia asiria, que, no obstante, había ya demostrado su potencial expansionista. El reinado de Adad-nirari II (911-891 a. C.) reafirmó la autoridad asiria en Mesopotamia con la expulsión de los arameos, posibilitando a la vez un mayor control de las principales rutas comerciales de la región. Assurnasirpal II, su nieto, con el poder floreciente que le dejó su padre, dominó un número impresionante de pequeños reinos entre la región de Asiria y el Mediterráneo, siendo considerado el fundador del Imperio Neoasirio. Assurnasirpal II hizo de la ciudad de Kalhu, en el margen del río Tigris, la nueva capital del Imperio. Este monarca también es famoso por la dispersión masiva de los pueblos conquistados, que eran desplazados como mano de obra a diferentes partes del imperio.

### Salmanaser III (858-824a.C.)
Salmanaser III, hijo de Assurnasirpal II, fue responsable de la expansión de Asiria hasta la región del antiguo reino sirio y Palestina. El final de su reinado fue sacudido por revueltas internas. Sus sucesores fueron considerados ineptos y permitieron que el reino de Urartu tomara parte del territorio asirio entre 824-740 a. C..

### Tiglatpileser III (745-727a.C.)
Tiglatpileser III era un usurpador y no pertenecía a la dinastía anterior. Este monarca fue responsable de conquistar la antigua Babilonia, ya no más ocupada por los casitas, pero sí por un pueblo semita, los caldeos. Tiglatpileser III combatió al reino de Israel y derrotó a los temibles urarteses, que años antes presionaban las fronteras asirias. Además de eso, incorporó reinos arameos y estableció un sistema de carreteras y correos para facilitar la comunicación dentro del Imperio.
En esa época, los territorios del imperio eran gobernados por príncipes locales o por oficiales asirios, en consonancia con la especificidad de cada ciudad.

### Salmanaser V (726-722a.C.) y Sargón II (721-705a.C.)
Salmanaser V era hijo de Tiglatpileser III y, durante su reino, combatió contra un bloque rival formado por israelíes y egipcios. La ciudad de Samaria, capital del reino de Israel, fue sitiada durante tres años y tomada el 722 a. C. por Sargón II, su sucesor. Algunos israelíes fueron muertos, otros deportados para a Asiria. Sargón II tomó ese nombre en homenaje al antiguo conquistador acadio que había reinado sobre el territorio mesopotámico 1500 años atrás, pretendiendo llegar tan lejos como él. Sargón II inicia un período en la historia de asiria que los historiadores decidieron llamar de "período de los sargónidas". Sargón II hizo capital a Dur-Sharrukin. En 714 a. C. invadió el reino de Urartu.

### Senaquerib (704-681a.C.)
Senaquerib, hijo de Sargón, acabó por cambiar otra vez la capital, que ahora sería Nínive reconstruida. Entre sus incontables obras figuran el jardín botánico asirio, donde había plantas de todas las partes del imperio, la doble muralla de Nínive y un largo canal de abastecimiento de agua.

#### Guerra con Judá

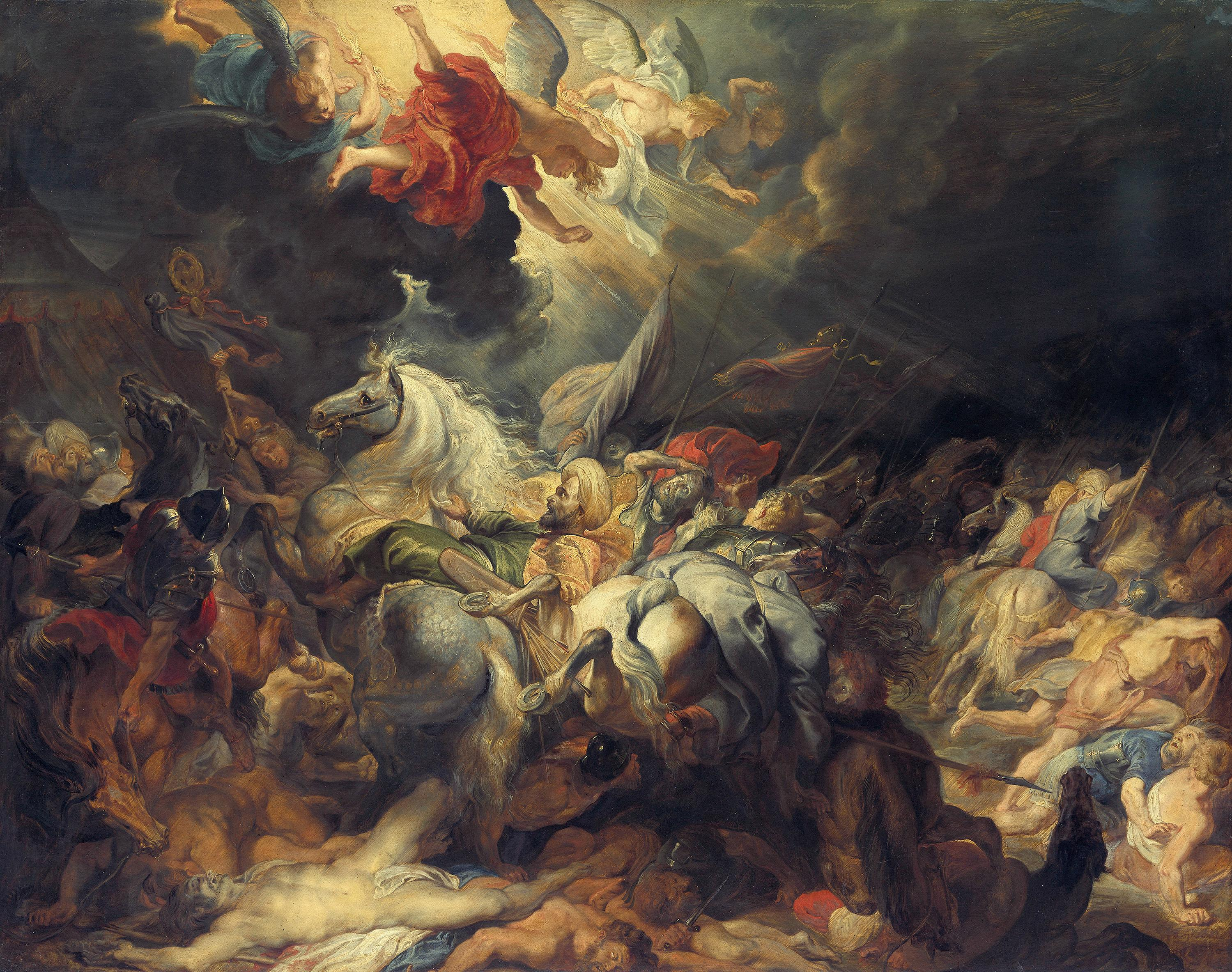
Representación del episodio bíblico del Libro de los Reyes por Rubens

Senaquerib se enfrentó también al monarca judío Ezequías, que había formado una alianza con fenicios y filisteos contra los asirios. En 701 a. C. Senaquerib empezó una campaña contra las ciudades de estos tres reinos, que fueron destruidos y sometidos al yugo del emperador.
Aunque el segundo libro de Reyes presente una versión amenizada de la historia del cerco de Jerusalén (Reyes 18, Reyes 19), según la cual Senaquerib habría abandonado el intento de destruir la capital de Judá debido a la intervención de Yahvéh (Reyes 19,35-36), una inscripción del rey asirio describe una situación mucho más grave. En consonancia con él, "Yo lo encerré [Ezequias] en Jerusalén, su ciudad real, como un pájaro en la jaula. (…) Yo le impuse pagos y presentes por mi soberanía, además de su tributo anterior, pagado anualmente." Aún en consonancia con Senaquerib, Ezequías había entregado como tributo (demostración de obediencia) oro, plata, marfil e, inclusive, sus propias hijas.
En la Historia de Heródoto, según su libro, en el párrafo 151, el autor describe un desastre ocurrido en un combate entre asirios y egipcios. En consonancia con el griego "(…) Cuando Senaquerib, rey de los árabes y de los asirios, vino a atacar Egipto con un gran ejército, los guerreros se negaron a luchar en defensa de la patria. Viéndose en tan difícil situación, Setos se dirigió al templo y allí, delante de la estatua del dios, se puso a lamentarse por la suerte funesta que parecía aguardarlo; y así, deplorando sus desgracias, adormeció. En sueños, juzgó ver al dios envalentándolo y asegurándole que se marchara al encuentro de los árabes, que la suerte estaría de su lado, pues él mismo, el dios, le enviaría socorros. Lleno de confianza en la visión, Setos reunió todas las personas de buena gana y dispuestas a seguirlo y fue acampar en Pelusa, punto clave de Egipto. Su ejército estaba compuesto exclusivamente de negociantes, artífices y cantineras. Ningún guerrero lo acompañaba. Luego de que esas tropas improvisadas llegaran a la ciudad, una asombrosa multitud de ratones de campo se esparció por el campamento enemigo, poniéndose a roer los ameses, los arcos y las correas que servían para manejar los escudos de modo que, al día siguiente, los árabes estaban sin armas, y luchando así fueron fragorosamente derrotados". Ese pasaje ha sido interpretado como una versión de la narrativa bíblica sobre un posible desastre que habría retrasado las conquistas asirias.
Senaquerib también conquistó parte de Babilonia y destruyó la ciudad sagrada alrededor del año 689 a. C. La estatua del dios babilónico Marduk fue llevada a Asiria.

### Asaradón (680-669a.C.), Asurbanipal (668-627a.C.) y decadencia asiria (627-605a.C.)
En consonancia con relatos de oriente próximo, Senaquerib fue muerto por dos de sus hijos mientras rezaba en un templo. Éstos se rebelaron contra Asaradón (Aššur-aha-iddina), su hermano, que había recibido el título de rey de Asiria como sucesor del padre. Asaradón derrotó a los rebeldes y reconstruyó la ciudad de Babilonia. En 671 a. C. invadió Egipto y se proclamó rey. Aunque solo haya sido Asurbanipal (Aššur-bāni-apli) hijo de Asaradón, intentó reconquistar Egipto, una vez que el rey nubio Taharqo había instaurado una nueva dinastía en la región. Shamash-shum-ukin, hermano de Asurbanipal, se rebeló contra el gobierno de su hermano y, con la ayuda de los elamitas, atacó a las tropas en Babilonia en 652 a. C. Después de la recaptura de la ciudad, Shamash-shum-ukin se suicidó. Assurbanipal entonces prácticamente exterminó el estado elamita y castigó severamente a los rebeldes caldeos de Babilonia.
La muerte de Asurbanipal fue seguida por la desintegración del imperio asirio. Egipto conquistaba su independencia en 626 a. C. y Nabopolasar, un rebelde caldeo, inauguró la última dinastía babilónica, ignorando la autoridad asiria. Una alianza formada entre caldeos y medos permitió la destrucción de los asirios, que tuvieron su capital (Nínive) aniquilada en 612 a. C. habiendo sufrido su derrota principal en 605 a. C. en la batalla de Carquemis. Los asirios fueron prácticamente barridos del mapa, su lengua borrada, y el imperio hendido entre medos y caldeos.

## Cultura y sociedad en el período neoasirio

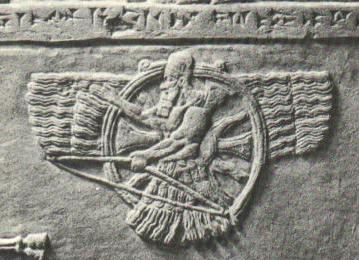
Una figura neoasiria similar a los Faravahar del zoroastrismo, simbolizando a Assur del o La mano izquierda sostiene un arco en vez de un anillo.

Las excavaciones en Asiria se iniciaron en 1845 bajo el liderazgo del diplomático británico Sir Austen Henry Layard. Ese famoso arqueólogo descubrió los restos de las ciudades antiguas de Nínive y Kalhu. Encontró el palacio real de Senaquerib la Librería de Assurbanipal en esas casas de campo arqueológicas, construcciones que impresionaron al mundo. Hormuzd Rassam, asistente de Layard, continuó las excavaciones en Nínive los años siguientes. Las piezas rescatadas fueron enviadas al Museo Británico , y nos permiten conocer y entender parcialmente lo que fue la cultura asiria.

### Monarquía
El rey asirio era sobre todo un líder militar. De la misma forma tenía autoridad en el sentido religioso, pues para los antiguos asirios el poder real era una concesión de Assur, dios nacional. El rey consultaba a profetas para saber la voluntad divina. Cuando se auguraba la muerte del rey (los eclipses, por ejemplo, eran señal de regicidio), se colocaba un sustituto para reinar por pocos días y después era sacrificado.
El poder del monarca tuvo desde sus inicios un crecimiento. Primeramente, en el período paleo-asirio, el Rey estaba limitado por el poder comercial, ejercido por la Asamblea, constituida por los jefes de las familias mercantiles más importantes. El epónimo custodiaba en la «casa de la ciudad» el tesoro y los archivos, supervisaba pesas y medidas, controlaba ventas, administraba el granero y estaba controlado por un padre de familia elegido por sorteo, cuyo nombre daría nombre al año. Finalmente la "casa del muelle" organizaba operaciones comerciales, recaudaba impuestos, otorgaba préstamos y hacía de intermediario en asuntos comerciales locales.
Durante el período medio-asirio, la asamblea fue sustituida por funcionarios reales, el epónimo siguió designando el año pero pasaría a ser tan solo un alto funcionario. La «casa de la ciudad» sería tan solo un almacén de piezas utilizadas como normas de peso y la «casa del muelle» desapareció. Ahora el monarca ya no estaba eclipsado por los comerciantes y concentró en él los poderes religiosos, políticos, militares y judiciales, aunque luego en la práctica estuvo muy asistido, cuyos asistentes más destacados fueron los visires y el administrador del palacio real.
Finalmente, el período neoasirio prosiguió de forma similar: encima del rey solo estaban los dioses, y debajo el comandante en jefe, que tenía tropas propias. Se añadieron los cargos de eunuco mayor que, como estaba castrado, se suponía que era más fiel, y el del juez mayor. Los alcaldes administraban las ciudades y eran nombrados por el rey. En la práctica, los profetas, aun estando jerárquicamente tan debajo, tenían alto poder, pues como hemos dicho, el rey les tenía demasiado en cuenta.

### Religión

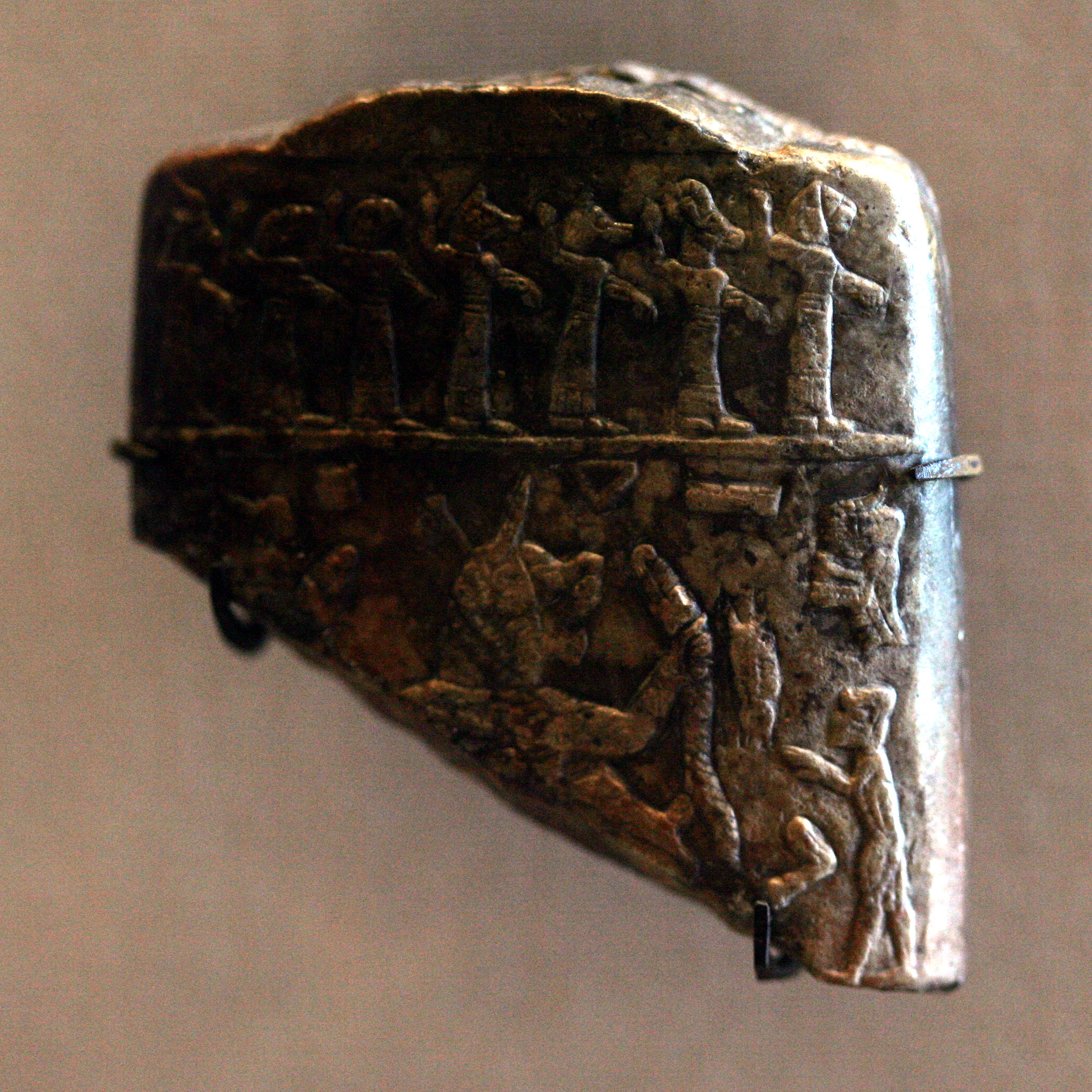
Estela de Lamashtu. Practicaba abortos y se alimentaba de niños lactantes, a los que raptaba mientras dormían sus madres para comerse su carne y beberse su sangre. El único ser capaz de hacerla frente era su consorte Pazuzu y por eso colocaban un amuleto de él a los recién nacidos.

La religión asiria debió mucho a las antiguas creencias babilonias. Assur, el dios nacional, era colocado por los asirios por encima de todos los otros dioses, como soberano divino, lugar antes ocupado por Marduk. A la vez, Assur poseía características encontradas en los antiguos soberanos de Mesopotamia, Marduk y Enlil. Se creía que ese Dios era responsable de traer victorias y conquistas militares a los asirios.
En la mitología asiria, el demonio Lamashtu (representado por una figura femenina) era responsable por crear el caos y el miedo entre las personas.
Una de las maldiciones más famosas se encontró en las tumbas de las reinas en Nimrud, la Khalku asiria, más en concreto en la tumba de la reina Yaba, esposa de Tiglat-Pieleser III. Junto a una corona, 79 pendientes, 30 anillos, 4 tobilleras, 14 brazaletes, 15 vasos y numerosas cadenas de metal y piedras semipreciosas, apareció una tablilla con el texto: «Ruego a los dioses del mundo del otro lado (mundo de los muertos) que el espíritu de quien toque mi tumba, viole mi ataúd o robe mis joyas, camine sin descanso después de su muerte bajo el sol abrasador, y que los demonios del insomnio le atormenten para siempre». Por ambas cosas la reina Yaba es conocida como la Tutankamón de Asiria.
Por medio de los sueños y de la astrología algunos asirios ilustrados se creían capaces de prever el futuro. En la mayor parte de las veces, esas previsiones incluían descubrir la voluntad de los dioses, que castigaban a los hombres cuando éstos se alejaban de los designios divinos, y los recompensaban cuando se comportaban acorde. Era común consultar profetas para saber cómo gobernar.

#### Akitu, Zagmuk
El festival de Año Nuevo tenía un papel esencial en la legitimación de las monarquías asirias y neobabilónicas. Este festival, cuyo nombre sumerio es Zagmuk, ya existía en Mesopotamia casi 3.000 años atrás. Su nombre acadiano era Akitu. En los 12 primeros días del mes de Nisan, el rey encarnaba a una deidad y reproducía su historia en varias etapas. Las etapas finales envolvían el rey en el banquete de la Bit Akitu (casa del año nuevo) y el hierógamos, cuando este se unía a una joven escogida. En consonancia con los críticos de la historia de las religiones, este ritual representaba la recreación del cosmos por el rey, que obtenía un papel divino durante el festival, y sacralizaba así la monarquía. El poema de amor más antiguo viene de una de esas "bodas" y desembocaba en orgías por toda la ciudad.

### Biblioteca de Assurbanipal
La biblioteca de Assurbanipal, casi enteramente conservada por el Museo Británico, era una enorme colección de tablas cuneiformes en Nínive. Se encontraron cerca de 20.000 tablas, trayendo poesías, himnos religiosos, encantaciones y tramos de épicas famosas como el de Gilgamesh y el Enuma Elish.

## Imperio Neobabilónico (612-539a.C.)
Los egipcios, lidios, medos y caldeos eran los nuevos señores de Oriente Próximo después de la caída de Asiria. Los caldeos eran un pueblo semita que se había instalado en Babilonia alrededor de siglo IX a. C. Este pueblo controló una porción de Mesopotamia por menos de un siglo, hasta perder su reino en manos los persas.

### Nabopolassar (626-605a.C.)
Como ya se ha dicho, Nabopolassar era un rebelde caldeo que consiguió hacerse rey babilonio con la caída del Imperio asirio. Este rey fue el fundador de la última dinastía babilónica y responsable de aniquilar los últimos efectivos asirios.

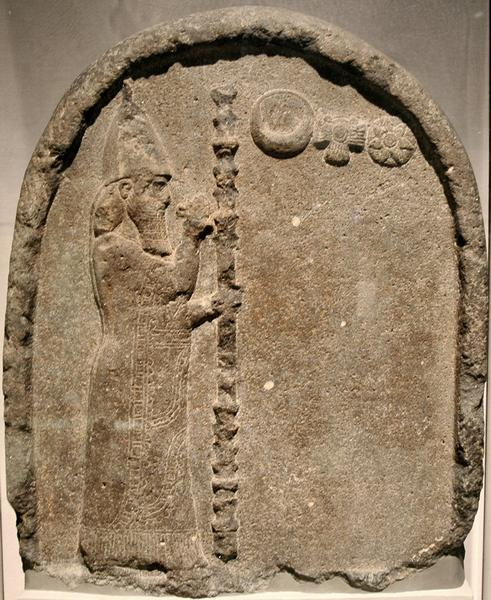
Nabonido, uno de los reyes caldeos

### Nabucodonosor II (605-562a.C.)
Hijo de Nabopolassar, Nabucodonosor II amplió las fronteras del Imperio Neobabilónico hasta Siria y Palestina. Su gran victoria fue la conquista del reino de Judá y la destrucción de Jerusalén. Los judíos capturados fueron exiliados a Babilonia, episodio conocido como el "cautiverio de Babilonia". 
Nabucodonosor II mantuvo relaciones amigables con los medas, sin embargo continuó combatiendo los egipcios. Sus sucesores inmediatos fueron muertos en rebeliones.

### Nabonido (556-539a.C.)
Conspiraciones palacianas fueron suficientes para concluir la antigua línea dinástica y colocar en el poder al rey Nabonido alrededor del año 556 a. C. Nabonido, considerado una personalidad loca, promovió el dios de la luna, Sin, en oposición a Marduk, aún principal para el culto babilónico. También se autoexilió en un oasis abandonando su reino durante muchos años, lo que dejó muy descontentos a sus súbditos.
Su reinado concluye con la conquista de Babilonia por Ciro el Grande, en 539 a. C. Los persas dominarían esa región los próximos años.

#### Calendario babilónico
Base para el calendario hebreo, el calendario babilónico era un calendario luni-solar hendido en doce meses lunares de 29/30 días cada. La diferencia con el año solar (365 días) era disipada con la adición de un mes a finales del ciclo.

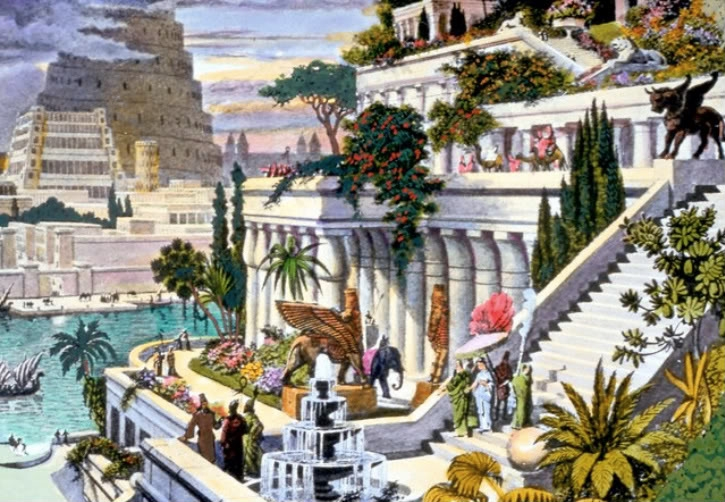
Una pintura idealizada del siglo XVI de los Jardines Colgantes de Babilonia (por Martin Heemskerck). Al fondo puede distinguirse la Torre de Babel.

| N.º | (Mes) Nombre Babilónico/hebraico | (Mes) Nombre Babilónico/hebraico | Nombre Persa | Nombre Macedónico | Nuestro Calendario  | Número |
| --- | -------------------------------- | -------------------------------- | ------------ | ----------------- | ------------------- | ------ |
| 1   | Nisannu                          | Nisan                            | Adukanaisa   | artemisios        | marzo-abril         | 1      |
| 2   | Ajaru                            | Iyyar                            | Thûraváhara  | daisios           | abril-mayo          | 2      |
| 3   | Simanu                           | Sivan                            | Tháigaciš    | panemos           | mayo-junio          | 3      |
| 4   | Du'ûzu                           | Tammuz                           | Garmapada    | loos              | junio-julio         | 4      |
| 5   | ábu                              | Ab                               | Turnabaziš   | gorpaios          | julio-agosto        | 5      |
| 6   | Ulûlu                            | Elul                             | Karbašiyaš   | yiperberataios    | agosto-septiembre   | 6      |
| 7   | Te lašrîtu                       | Tishri                           | Bágayádiš    | dios              | septiembre-octubre  | 7      |
| 8   | Arahsamna                        | Marhesvan                        | Markásanaš   | apellaios         | octubre-noviembre   | 8      |
| 9   | Kislîmu                          | Kisleu                           | áçiyádiya    | audunaios         | noviembre-diciembre | 9      |
| 10  | Tebêtu                           | tebet                            | Anámaka      | peritios          | diciembre-enero     | 10     |
| 11  | Šabatu                           | shebat                           | Samiyamaš    | dystros           | enero-febrero       | 11     |
| 12  | Addaru                           | Adar                             | Viyaxana     | xanthikos         | febrero-marzo       | 12     |

#### Arquitectura caldea
Las excavaciones en Babilonia de los caldeos trajeron información considerable acerca de las estructuras arquitectónicas de esos pueblos. Fue reconstruida durante el reinado de Nabucodonosor II y su nueva versión traía un mayor número de murallas, templos y palacios. El portón de Ishtar, así como otros portones magníficos de la Mesopotamia antigua, llegaban al exterior de las murallas de la ciudad. Eran portones compuestos por figuras de criaturas místicas, asociadas a las divinidades. Las avenidas céntricas, como la calle de la procesión, eran lugares donde se realizaban ceremonias religiosas. Otras construcciones famosas de la Babilonia de esa época fueron el palacio de Nabucodonosor, el templo de Esagila y el zigurat Etemenanki, tradicionalmente considerado la base histórica para la imagen de la Torre de Babel. Más famosos fueron los Jardines colgantes de Babilonia, los cuales habrían sido construidos como muestra de amor hacia su esposa Amytis, hija de rey Ciáxares del Imperio medio (Media o "Umman Manda"), para que le recordaran a las montañas de su tierra, pero hasta ahora no se han encontrado, pudiendo ser un mito, haber sido destruidos por el rey Evemero o en verdad obra de Senaquerib en Nínive, al que también se le atribuye la construcción de imponentes jardines botánicos.

#### Arameos
Los arameos eran pueblos semitas oriundos de la región del desierto sirio. Su protagonismo en el comercio de Oriente Medio hizo que su lengua, el arameo, se difundiera notablemente los años posteriores tras su instalación en Siria. Su lengua, escrita en papiro por medio del alfabeto fenicio, luego se haría lengua franca en Oriente Próximo, incluso en Babilonia.

#### Religión
Los caldeos creían que los astros (el Sol, la Luna, etc.) eran dioses. Su religión identificaba los dioses del panteón tradicional con determinados cuerpos celestes. La semana de los caldeos estaba dividida en siete días, algo que fue posteriormente adoptado por los romanos. Su astronomía era avanzada y conseguían prever eclipses de Sol y de Luna.

## Los persas

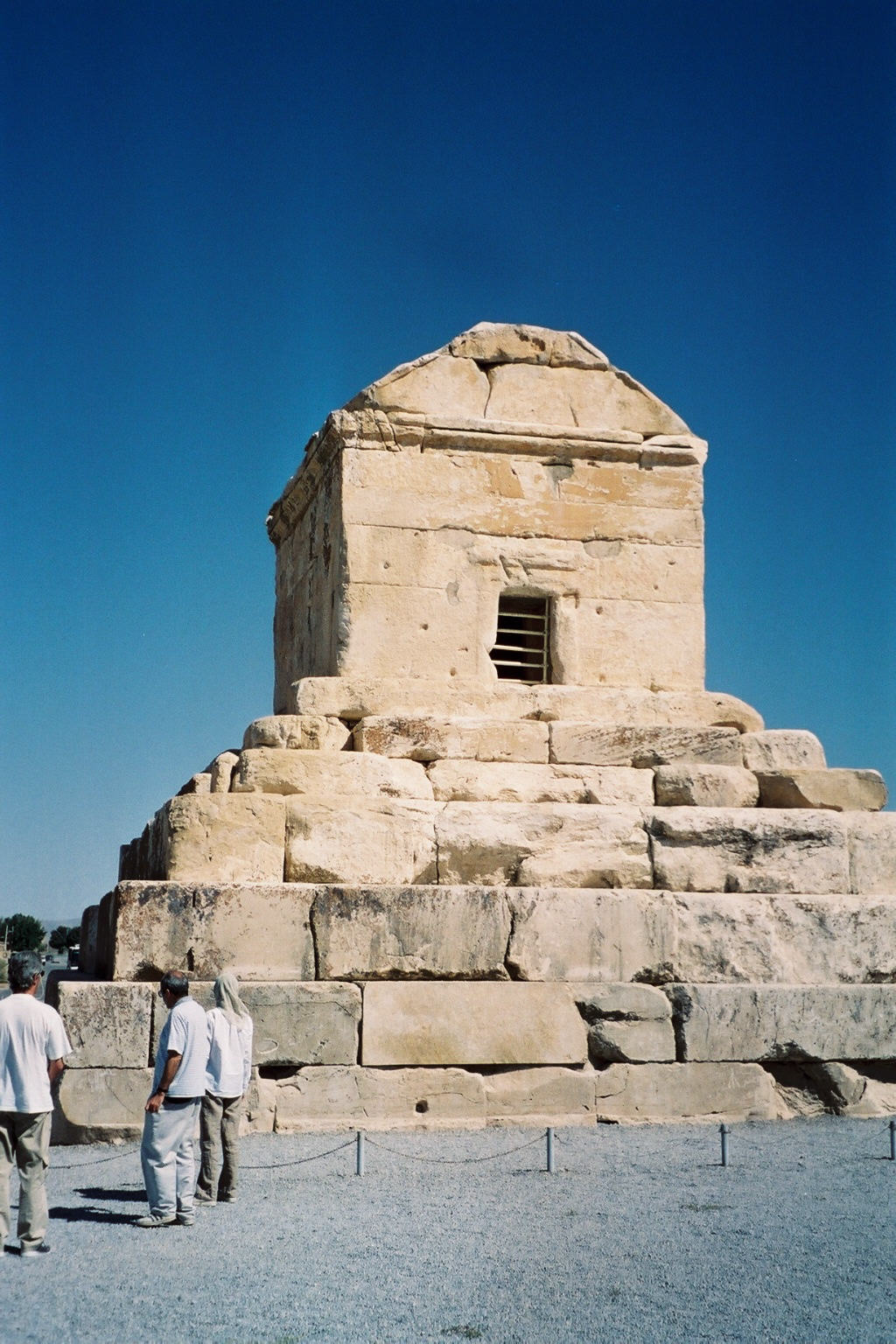
Tumba de Ciro, el Grande, en Pasárgada

Los persas, originalmente vasallos de los medos, se sublevaron contra estos últimos el año de 559 a. C. Tanto los persas como los medos eran pueblos indoeuropeos que ocuparon la llanura iraní durante la primera mitad del 1.º milenio a. C. Los medos, durante el reinado de Ciáxares, establecieron un gran imperio, que incluía a los persas como sus vasallos. Sin embargo, Astiages, hijo de Ciáxares, fue destronado por un vasallo persa, Ciro, el Grande, en 559 a. C. Cuando Ciro ascendió al trono del antiguo Imperio medo, inició una serie de campañas de expansión que incluyeron la conquista de Lidia, de Jonia y de Babilonia. Al término de su reinado, el Imperio Aqueménida dominaba prácticamente todo Oriente Próximo. Los primeros dinastas persas, conocidos como aqueménidas, tenían una política de tolerancia religiosa y respetaban las creencias de los pueblos conquistados. Ciro, por ejemplo, era llamado por los judíos el "ungido" (Isaías 45:1), título inusual para designar monarcas paganos, lo que demuestra la popularidad del rey persa entre sus súbditos.

## La asiriología y la biblia hebrea
La asiriología fue instituida como disciplina el siglo XIX. Durante sus primeros años, fue una especie de ciencia auxiliar de los estudios bíblicos, funcionando como mera ilustración de los pasajes y narrativas de la Biblia hebrea, mientras los estudios bíblicos permanecían en ancha medida ahistóricos. Mesopotamia solo era conocida por los occidentales, hasta entonces, por dos fuentes, consideradas hoy controvertidas: la Biblia y las fuentes griegas, particularmente las historias de Heródoto. A pesar de que los estudios asiriológicos representen a Mesopotamia en términos nítidamente etnocéntricos, ellos contribuyeron al fortalecimiento de la posición occidental en Oriente, particularmente en lo que concierne a los intereses imperiales de países como Francia, Inglaterra y Alemania. Las piezas arqueológicas, tratadas como reliquias debido a su conexión con la historia clásica y sagrada, eran llevadas como trofeos a Europa, donde permanecen aún en nuestros días.
En el siglo XX, la asiriología respondió a su condición de ciencia dependiente con teorías radicales, que pretendían aislar Mesopotamia del estudio bíblico. Entre ellas estaban las ideas de Friedrisch Delitzsch y las de los panbabilónicos, que hablaban de una supuesta superioridad cultural mesopotámica.
Actualmente, los estudios bíblicos en cuanto a asiriología tienen en consideración los estudios comparativos como forma de comprender las sociedades antiguas de Oriente Próximo. Sin embargo, el carácter discursivo de los libros históricos bíblicos, así como los griegos, debe ser tenido en cuenta al estudiarse Mesopotamia. La Biblia de Jerusalén destaca que los manuscritos hebreos tenían un significado particular para su pueblo, lo que influía en la manera en que éstos narraban los hechos pasados. Algunos libros, como por ejemplo Ester (por señal, probable variante del nombre acadio "Ishtar"), adquirieron un tono sobremanera "nacionalista", y narran hechos poco verosímiles desde el punto de vista histórico (como la promulgación de una orden de exterminio de judíos por los aqueménidas). Además de eso, los críticos de la Biblia destacan que la preocupación de las escrituras hebreas era de orden teológico.
En relación con los documentos griegos, es necesario admitir una pluralidad de perspectivas. Amelie Kuhrt, en un artículo titulado "Ancient Mesopotamia in Classical Greek and Hellenistic Thought", destaca el hecho de que las narrativas clásicas sobre Mesopotamia varían en consonancia con el objetivo de cada autor. Las historias de Heródoto, por ejemplo, son consideradas "vagas", y su caracterización de las costumbres mesopotámicas se define a partir de los patrones griegos, como un espejo distorsionado.

## Hipótesis de origen extraterrestre de las culturas de Mesopotamia

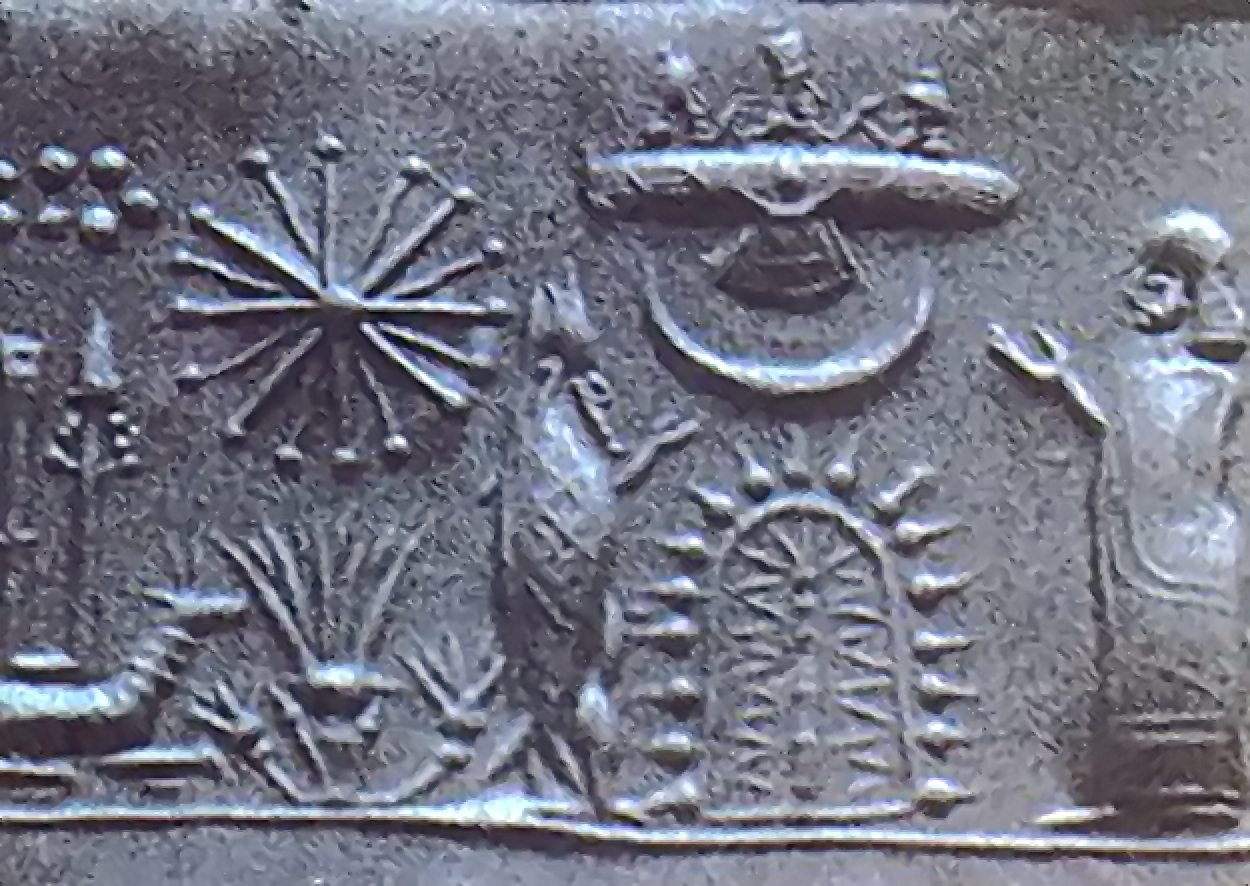
Un antiguo sello cilíndrico de Mesopotamia.

La serie de libros pseudocientíficos de Zecharia Sitchin, Las Crónicas de la Tierra (que comienza con El 12mo Planeta) gira en torno a su interpretación de la literatura sumeria y la literatura asirio-babilónica, lugares megalíticos, y artefactos de alrededor del mundo. Teoriza que los dioses de la antigua Mesopotamia eran en realidad astronautas del planeta Nibiru, del que, según Sitchin, los sumerios creían que era un remoto duodécimo planeta (contando el sol, la luna y Plutón como tales) asociado con el dios Marduk. De acuerdo con Sitchin, Nibiru continúa girando alrededor del sol en una órbita elongada de 3600 años. Sugiere también que el cinturón de asteroides entre Marte y Júpiter son los pedazos restantes del antiguo planeta Tiamat, que según él fue destruido en una de las órbitas de Nibiru a través del sistema solar. La astronomía moderna no ha encontrado evidencias para apoyar las afirmaciones de Sitchin.
Sostuvo además que existían escritos sumerios que narraban la historia de 50 anunnaki, habitantes de Nibiru, que vinieron a la Tierra aproximadamente hace 400 000 años con la intención de minar materia prima, especialmente oro, para transportarlo de regreso a su planeta. Debido a su pequeño número, pronto se cansaron de su tarea y comenzaron a crear obreros para las minas por medio de ingeniería genética. Después de muchas pruebas, finalmente crearon al homo sapiens: el adapa (hombre modelo) o Adán de la mitología subsequente. Sitchin contendía que los Anunnaki participaban activamente en los asuntos humanos hasta que su cultura fue destruida por catástrofes mundiales causadas por el abrupto fin de la última edad de hielo hace unos 12 000 años. Viendo que los humanos sobrevivieron y que todo lo que habían construido había sido destruido, los Anunnaki se fueron de la Tierra tras haberle dado a los humanos la oportunidad y los medios de gobernarse a sí mismos.
Su trabajo no ha recibido apoyo por parte de los académicos y ha sido criticado por profesionales que evaluaron sus teorías. Por ejemplo, Michael S. Heiser, erudito en lenguas semíticas, dice que muchas de las traducciones que hizo Sitchin de palabras sumerias y mesopotámicas no son consistentes con los diccionarios bilingües de cuneiforme mesopotámico, producidos por antiguos escribas acadios.